# 靖国神社
靖国神社（やすくにじんじゃ、旧字体：靖國神社）は、東京都千代田区九段北にある神社。招魂社に起源を発し、1853年（嘉永6年）以降の国事に殉難した人の霊246万6千余柱を祀る。靖国神社では、祭神を「みたま」と称するときは、「神霊」の字を用いている。
1869年（明治2年）に勅命により東京招魂社（とうきょうしょうこんしゃ、旧字体：東京招魂社󠄁）として創建され、1879年（明治12年）に現社名に改称された。旧別格官幣社。1887年（明治20年）から陸海軍が管轄。第二次世界大戦後、国家の管理を離れて宗教法人となった。

## 概要

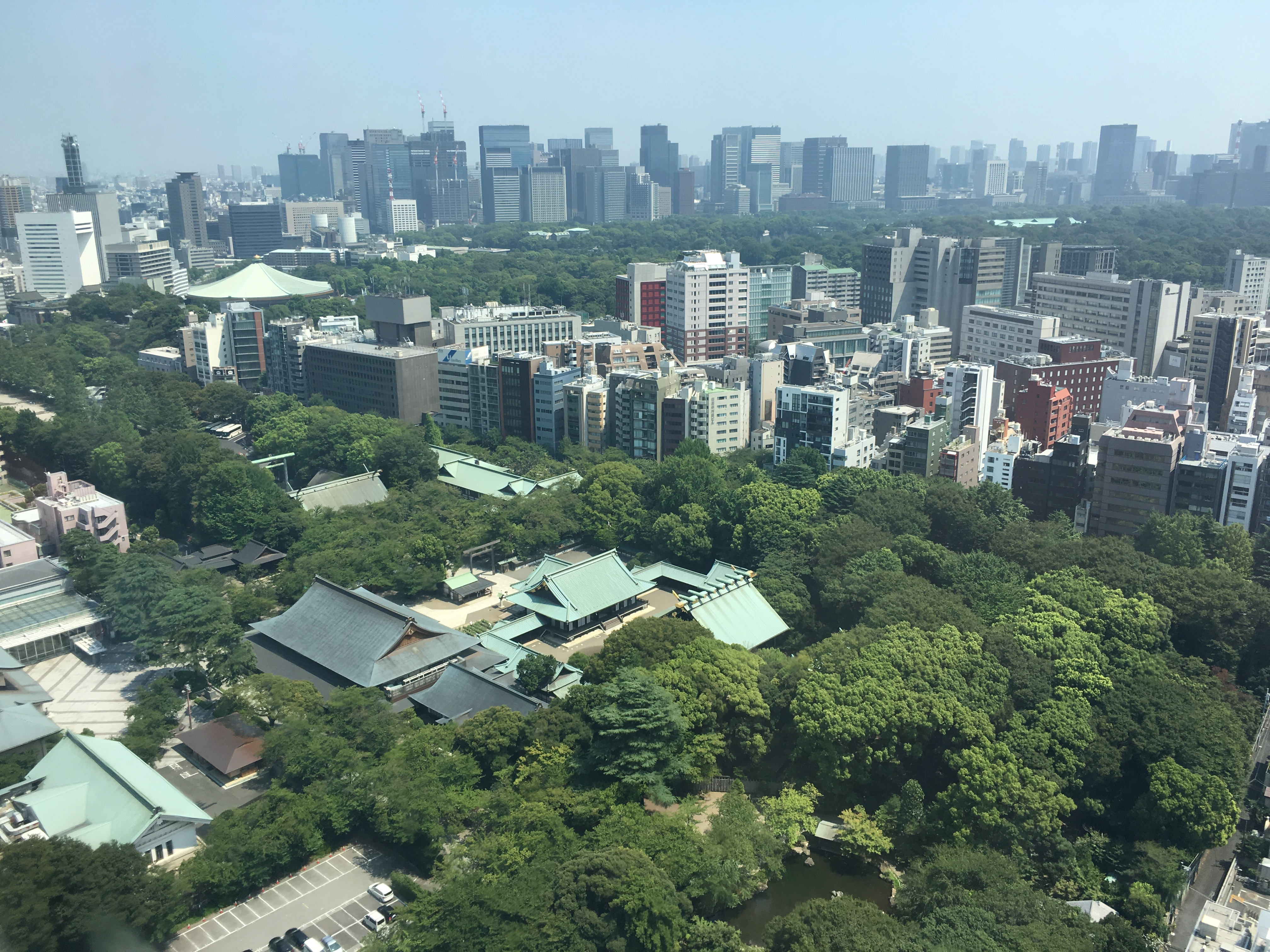
法政大学、ボアソナード・タワー26階から鳥瞰する

九段坂の坂上に東面して鎮座しており、日本の軍人、軍属等を主な祭神として祀っている。勅祭社で旧別格官幣社。主に「対外戦争の戦没者」と「明治維新前後の国事殉難者」が祀られている。境内は桜の名所として知られ、標本木がある。また、大鳥居が東に向いている数少ない神社の一つでもある。
創建当初は軍務官（直後に兵部省に改組）が、後に内務省が人事を所管し、大日本帝国陸軍（陸軍省）と同海軍（海軍省）が祭事を統括していた（陸海両軍を以下「旧陸海軍」等と略記する）が、1946年（昭和21年）に、日本国政府の管理を離れて東京都知事の認証により、宗教法人法の単立宗教法人となった。
ウィリアム・P・ウッダードによれば、靖国神社は戦没者の霊を祀る全国的な唯一の神社であり、昭和20年（1945年）当時には明治神宮と並び伊勢神宮以外には次ぐものがないと言われるほどの尊崇を受けていたという。かつて日本軍の将兵が戦場で死に直面した時の合言葉は「靖国神社で会おう」であった。終戦当時、靖国神社は連合国より超国家主義と軍国主義の象徴とみなされ、解体の危機にあったが、GHQによる厳格な調査と検討、神社側の努力や遺族の請願の結果、戦没者が払った犠牲の適正な公的記念を求める日本人の希望の高まりを考察して、連合国はこれら戦没者のための神社にいかなる抑圧的行動もとらないとの結論に達し、一宗教法人としての存続が決まったという。戦前から戦争直後まで宮司を務めた鈴木孝雄は「遺族の方々は神ということばの厳粛さに感じいっております。・・これは遺族の皆様に与えられる最大の名誉であります。神に列せられ、広く国民から敬われ、恐れ多くも天皇陛下おんみずから参拝いただくことは、臣下として無上の光栄とするところであります」と当時の靖国神社の性格に付いて語っている。

## 祭神
幕末から明治維新にかけて功のあった志士に始まり、嘉永6年（1853年）のペリー来航（いわゆる「黒船来航」）以降の日本の国内外の事変・戦争等、天皇を頂点とした国家体制のために殉じた軍人、軍属等の戦没者を「英霊」として祀り、その柱数（柱（はしら）は神を数える単位）は2004年（平成16年）10月17日現在で計246万6532柱にも及ぶ（詳細は「祭神の内訳」を参照）。当初は祭神は「忠霊」・「忠魂」と称されていたが、1904年（明治37年）から翌年にかけての日露戦争を機に新たに「英霊」と称されるようになった。この語は直接的には幕末の藤田東湖の漢詩「文天祥の正気の歌に和す」の「英霊いまだかつて泯（ほろ）びず、とこしえに天地の間にあり」の句が志士に愛唱されていたことに由来する。
本殿での祭神の神座は当初は1座であったが、1959年（昭和34年）に創建90年を記念して台湾神宮および台南神社に祀られていた北白川宮能久親王と、蒙疆神社（張家口）に祀られていた北白川宮永久王とを遷座合祀して1座を新たに設けた。従って現在の神座は、英霊を祀る1座と能久親王、永久王を祀る1座の2座である。
日本の旧植民地出身の軍人・軍属も祭祀対象となっている。これに対し、日本に植民地として支配された台湾や韓国の遺族の一部が自らの先祖を対象から外すよう求める動きがある（靖国神社問題#旧日本植民地出身の軍人軍属の合祀）。
昭和6年（1931年）9月18日、満州事変が勃発した当時の霊は14万柱だったが、連合国の占領終了までには推定140万柱が合祀されたという。
祭神の内訳
祭神の主な内訳は、以下の通り（2004年（平成16年）10月17日現在）。戦争・事変名は靖国神社自身の表記に拠る年代順ソート。
| 戦争・事変名                | 柱数        | 柱数    | 備考 |
| --------------------------- | ----------- | ------- | --- |
| 戊辰戦争・明治維新          | 7751柱      |         | 新政府軍側のみ。遊就館の靖国の神々の一覧表では「明治維新」のみ。（彰義隊や新撰組を含む）旧幕府軍や奥羽越列藩同盟軍の戦死者は対象外となる。 ただし、官軍に転じた米沢藩の松本誠蔵、堀尾啓助（勘定頭・役所役筆頭）や、新選組にいたが終始勤王派を貫いた御陵衛士は合祀されている。 |
| 西南戦争                    | 6971柱      |         | 政府軍側のみ、西郷隆盛ら薩摩軍は対象外。 |
| 台湾出兵 （別名：征台の役） | 1130柱      |         | 遊就館の靖国の神々の一覧表では、「台湾討伐」とある。 |
| 江華島事件                  | 2柱         | [ * 1 ] | |
| 壬午事変                    | 14柱        | [ * 2 ] | |
| 京城事変 （甲申政変）       | 6柱         | [ * 3 ] | 遊就館の「靖国の神々の一覧表」には、壬午事変、江華島事件、京城事変の記載はない。 |
| 日清戦争                    | 1万3619柱   |         | |
| 義和団事件                  | 1256柱      |         | 遊就館の「靖国の神々」の一覧表では、「北清事変」とある。 |
| 日露戦争                    | 8万8429柱   |         | 常陸丸事件英国人船員は対象外。ただし、6月15日斎行の常陸丸殉難記念碑前での慰霊祭では、等しく慰霊されている。 |
| 第一次世界大戦              | 4850柱      |         | |
| 青山里戦闘                  | 11柱        |         | |
| 済南事件                    | 185柱       |         | |
| 霧社事件                    |             |         | |
| 中村大尉事件外              | 19柱        | [ * 4 ] | |
| 満洲事変                    | 1万7176柱   |         | |
| 支那事変 （日中戦争）       | 19万1250柱  |         | |
| 大東亜戦争 (太平洋戦争)     | 213万3915柱 |         | 第一次インドシナ戦争などの「太平洋戦争後のアジア独立戦争」で戦没した者も含む。また、3万人余りの台湾人日本兵戦死者のうち26,000人、朝鮮人日本兵戦死者の約2万1000人も祀られている。                                                                                              |
| 計                          | 246万6584柱 |         | |

注
1. ↑  『一等水夫故松村千代松招魂社ヘ合祀』 〔国立公文書館>内閣>公文録>朝鮮講信録>公文録・明治八年・第三百七巻・朝鮮講信録（三）〕 アジア歴史資料センター レファレンスコード A01100130400 - 「故松村千代松招魂社合祀ノ儀上請 山口県士族 一等水夫 故松村千代松 右之者本年九月中雲揚艦朝鮮江華島ニ於テ暴撃ヲ受ケ候節奮激突戦台場ニ乗入逐ニ深手ヲ負ヒ帰艦之後之力為メ同月二十二日致死去実ニ愍然之儀ニ付来ル明治九年一月招魂社例祭之節合祀被仰付候様仕度此段」。
2. ↑  『故工兵中尉堀本礼造外二名并朝鮮国ニテ戦死巡査及公使館雇ノ者等靖国神社ヘ合祀ノ件』 （国立公文書館>内閣>公文録>陸軍省>公文録・明治十五年・第百八巻・明治十五年九月〜十一月・陸軍省） アジア歴史資料センター レファレンスコード A01100233700 - 「同省朝鮮国日本公使館護衛隊ハ鎮守ニ等シキ勤労アルヲ以テ鎮戍ノ軍隊ニ准シ従軍年ニ加算セント請フ之ヲ允ス」。
3. ↑  『陸軍省稟告故磯林歩兵大尉外五名靖国神社ヘ合祀ノ件』 （国立公文書館>内閣>公文別録>公文別録>公文別録・朝鮮事変始末・明治十七年・第二巻・明治十七年） アジア歴史資料センター レファレンスコード A03023658800。
4. ↑  『第1511号 7.4.23 靖国神社臨時大祭祭式次第書並に先着諸員の件（2）』（1932年（昭和7年）4月23日） （防衛省防衛研究所>海軍>海軍省公文備考類>昭和7年>公文備考 昭和7年 C 儀制 巻7） アジア歴史資料センター レファレンスコード C05021974300。
5. ↑  ベトナム独立戦争参加日本人の事跡に基づく日越のありかたに関する研究 井川一久 東京財団研究報告書 2005年10月。

## 社名

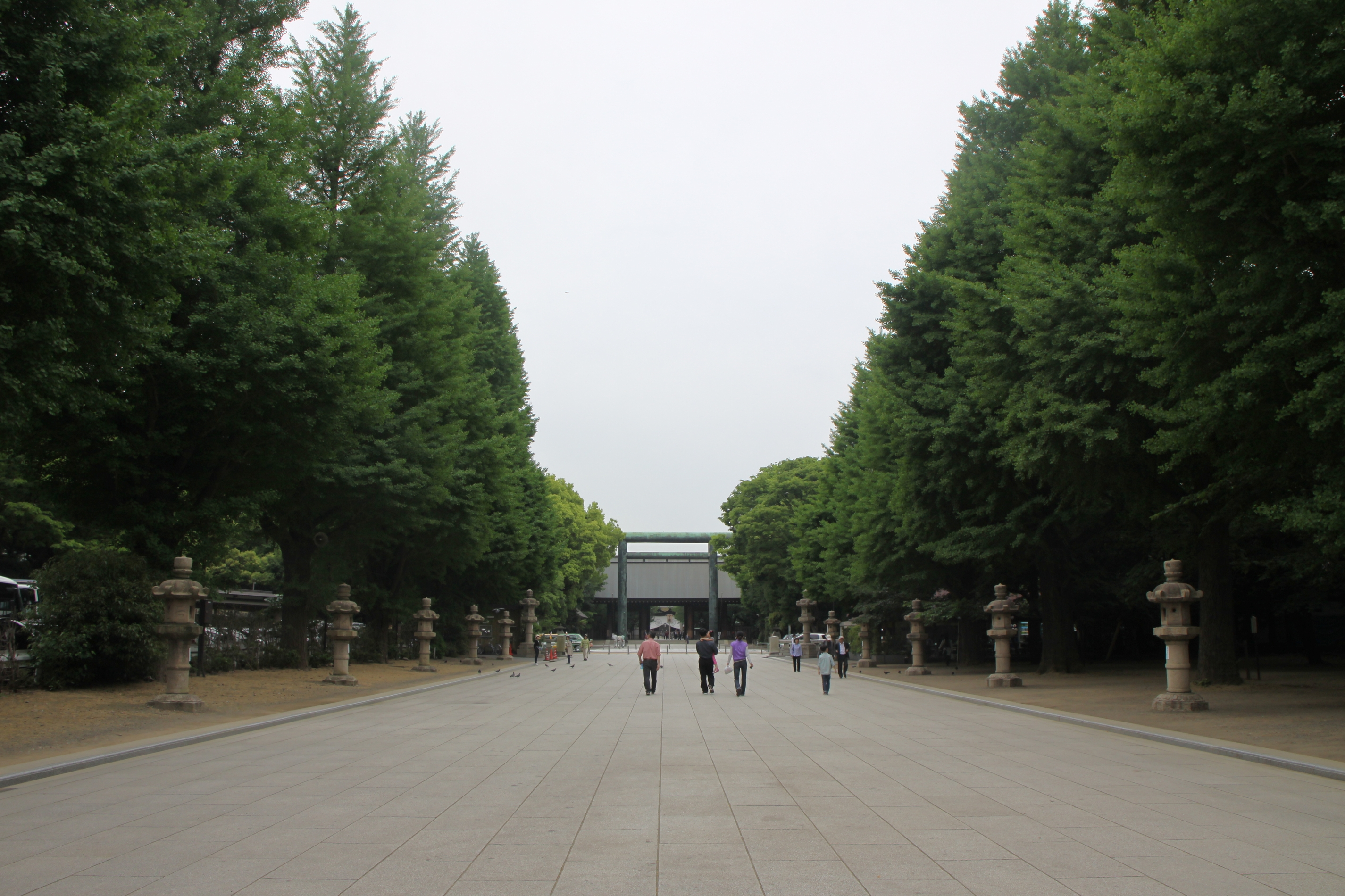
参道

正字による表記は「靖國神社」。神社名にある「靖国」は『春秋左氏伝』第6巻僖公23年秋条の「吾以靖國也（吾以つて国を靖んずるなり）」を典拠として明治天皇が命名したもので、1879年（明治12年）に改称された。当初の東京招魂社の「招魂社」は「在天の神霊を一時招祭するのみなるや聞こえて万世不易神霊厳在の社号としては妥当を失する」可能性があるために廃されたというが、名称変更後も「招魂祭」は続けられている。因みに同年6月16日の「社号改称・社格制定ノ祭文」には「赤き直き真心を以て家を忘れ身を擲（なげう）ちて各（おの）も各も死亡（みまかり）にし其（その）高き勲功に依りて大皇国をば安国と知食（しろしめ）すが故に靖国神社と改称（あらためとなえ）」とある。
英語圏では「Yasukuni shrine」と表記されるが、それと並んで一時期は「war shrine」（戦争神社）と表記されたこともある。

## 祭祀

### 恒例祭典
| 1月  | 1日       | 若水奉奠、新年祭             | 若水奉奠、新年祭                                                      |
| 1月  | 2日       | 二日祭                       | 二日祭                                                                |
| 1月  | 7日       | 昭和天皇武蔵野陵遥拝式       | 昭和天皇武蔵野陵遥拝式                                                |
| 1月  | 30日      | 孝明天皇後月輪東山陵遥拝式   | 孝明天皇後月輪東山陵遥拝式                                            |
| 2月  | 11日      | 建国記念祭                   | 建国記念祭                                                            |
| 2月  | 17日      | 祈年祭                       | 祈年祭                                                                |
| 2月  | 23日      | 天皇御誕辰奉祝祭             | 天皇御誕辰奉祝祭                                                      |
| 4月  | 21 - 23日 | 春季 例大祭                  | 21日 清祓 22日 当日祭 23日 第二日祭・直会                             |
| 4月  | 29日      | 昭和祭                       | 昭和祭                                                                |
| 6月  | 29日      | 御創立記念日祭・献詠披講式   | 御創立記念日祭・献詠披講式                                            |
| 6月  | 30日      | 大祓式                       | 大祓式                                                                |
| 7月  | 13 - 16日 | みたままつり                 | 13日 前夜祭 14日 第1夜祭 15日 第2夜祭 16日 第3夜祭                    |
| 7月  | 30日      | 明治天皇 伏見桃山陵 遙拝式   | 明治天皇 伏見桃山陵 遙拝式                                            |
| 10月 | 17日      | 神宮神嘗祭遥拝式             | 神宮神嘗祭遥拝式                                                      |
| 10月 | 17 - 20日 | 秋季 例大祭                  | 17日 清祓 17日 臨時大祭 18日 当日祭 19日 第二日祭 20日 第三日祭・直会 |
| 11月 | 3日       | 明治祭                       | 明治祭                                                                |
| 11月 | 23日      | 新嘗祭                       | 新嘗祭                                                                |
| 12月 | 25日      | 大正天皇多摩陵遥拝式、煤拂祭 | 大正天皇多摩陵遥拝式、煤拂祭                                          |
| 12月 | 31日      | 除夜祭・大祓式               | 除夜祭・大祓式                                                        |

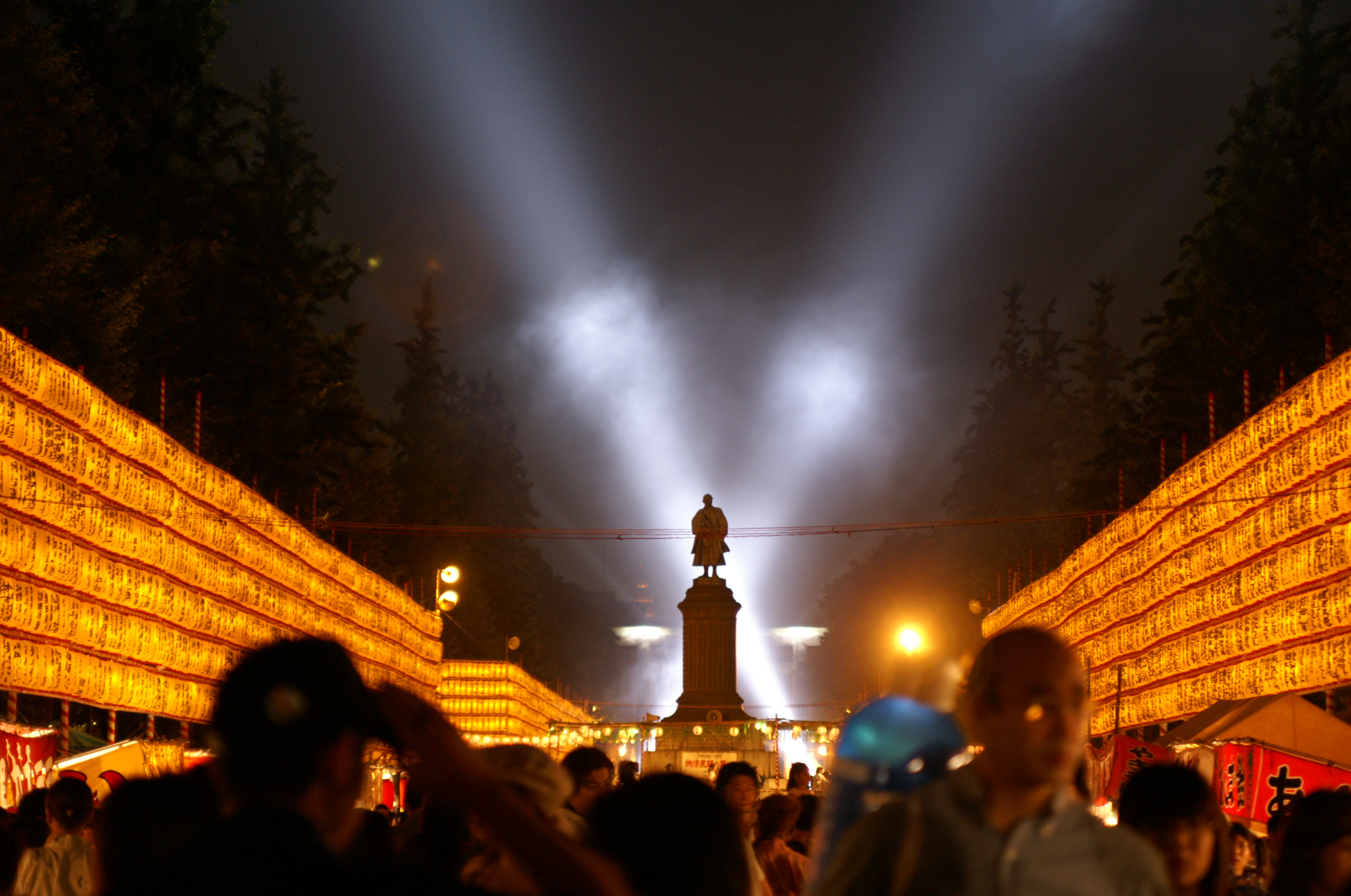
7月のみたままつり

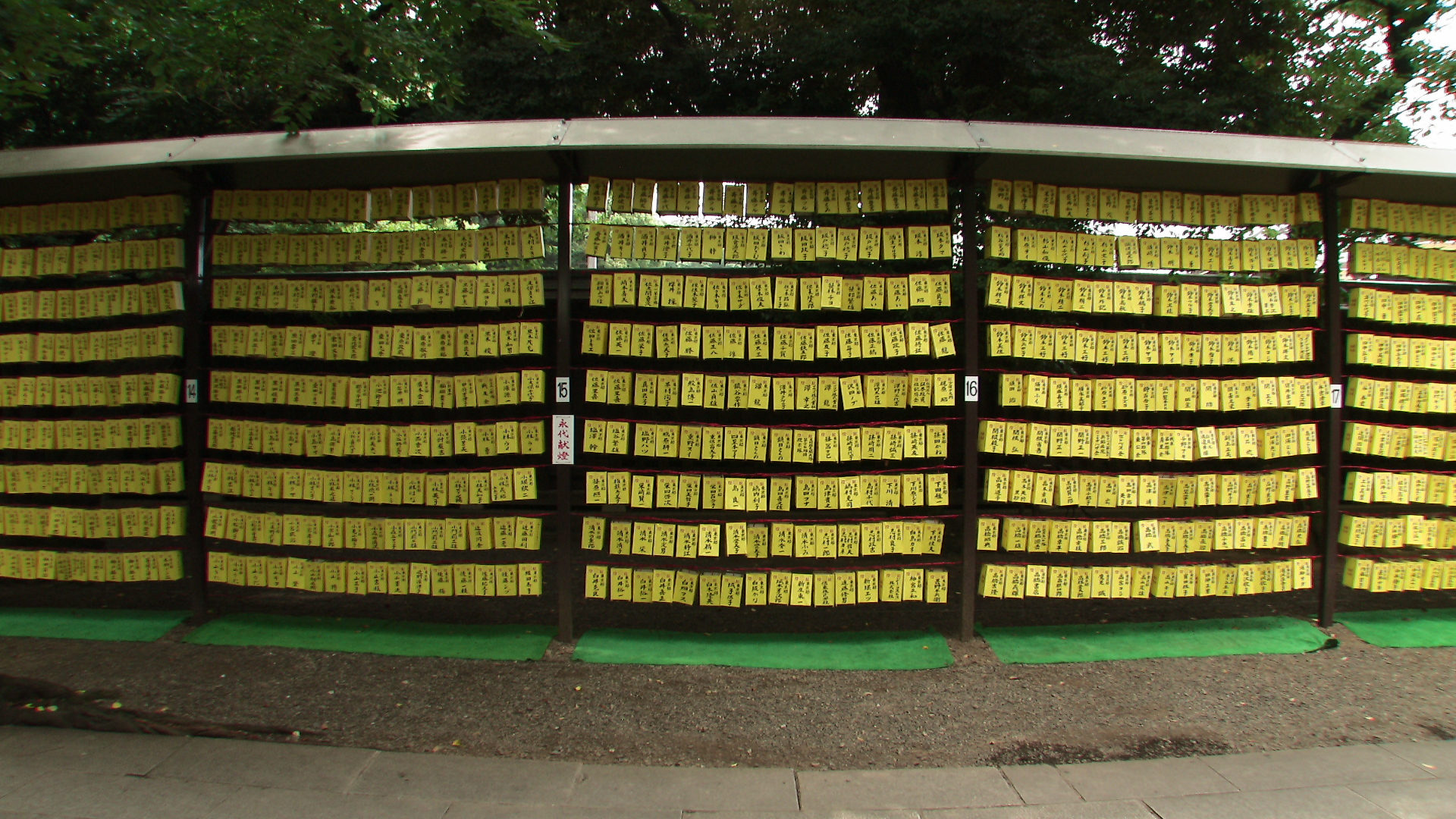
みたままつりで掲げられた献灯

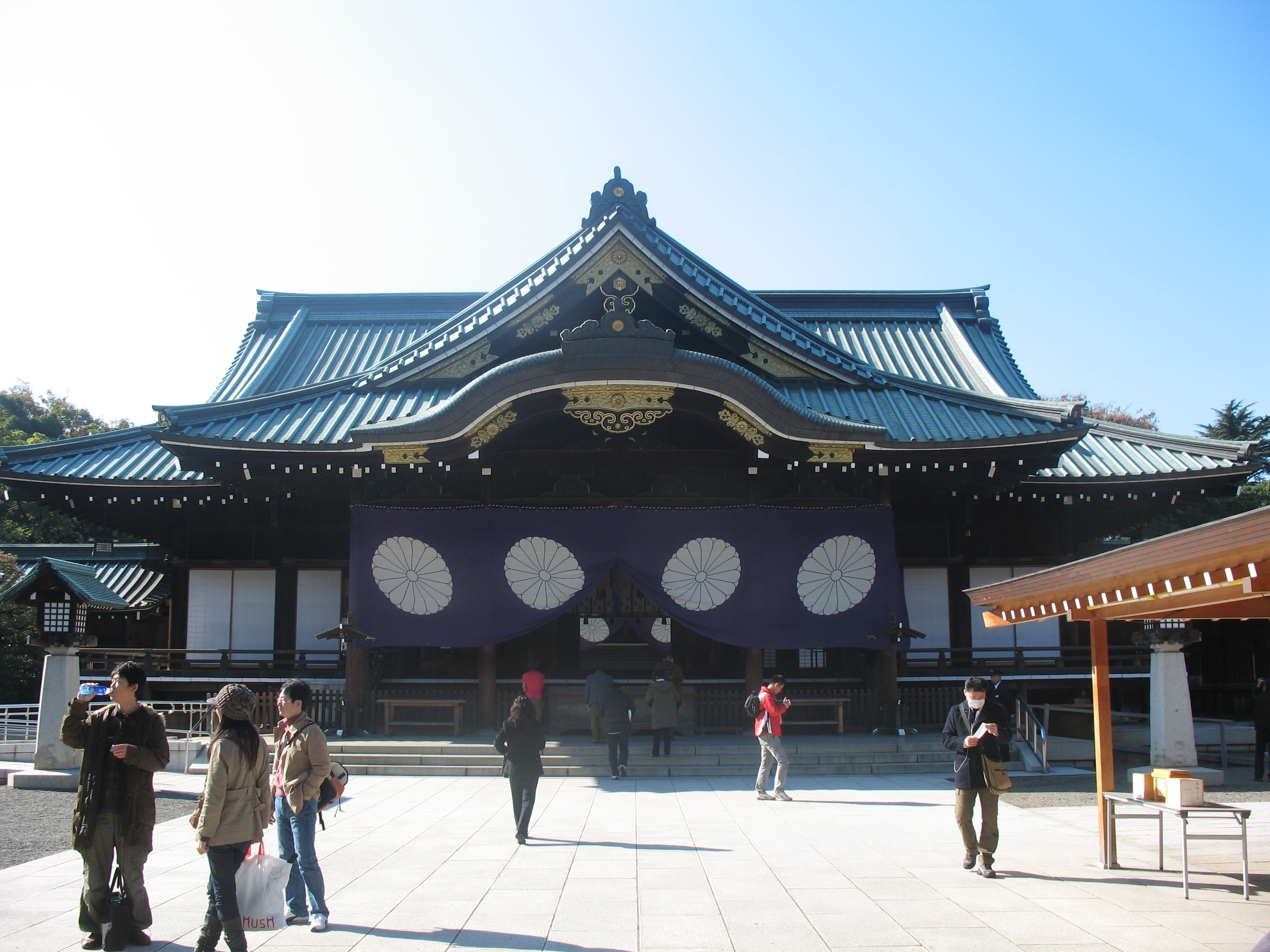
「紫色」の幕が掛かる拝殿（新嘗祭）

最重要の祭儀である例祭には4月21日から23日にかけての春季例大祭と10月17日から20日にかけての秋季例大祭があり、秋季例大祭には合祀祭が併せて斎行される（合祀祭と招魂祭（しょうこんさい）は別の祭儀である）。創祀時当初は1月3日、5月15日から18日、9月22日の年3度であったが、1879年（明治12年）の別格官幣社列格時に5月6日と11月6日に変更し、1912年（大正元年）12月には三度改められ、以後終戦迄は4月30日と10月23日が例祭日とされていた。
毎年4月に行われる大相撲春巡業の一環として靖国神社奉納相撲が行われる。
7月13日から16日にかけて斎行されるみたままつりは日本古来の祖先祭祀である盆行事に因んで1947年（昭和22年）から始められたもので、期間中は毎夜本殿において祭神を慰霊する祭儀を行ない、境内では大小3万を超える提灯や雪洞が掲げられる。
戦後70年の2015年（平成27年）から、9月中下旬の週末に「秋の夜長参拝 みらいとてらす－秋を彩る九段の光－」を実施している。境内を午後9時まで開放してライトアップし、参道にぼんぼりを灯すとともに遊就館にプロジェクションマッピングを行うほか、各種伝統芸能を奉献する。
その他、毎月1日、11日、21日には月次祭が斎行され、祭神各柱の命日毎に永代神楽祭を行なう。因みに、常日の拝殿には「白色」の幕が掛かるが、恒例祭の日には「紫色」の幕に掛け替えられる。その他、朝御饌祭、夕御饌祭が毎日行われている。
終戦の日の8月15日午前には放鳩式が行われる。また、戦没者の遺族らが参拝するほか、歴代内閣総理大臣では三木武夫、福田赳夫、鈴木善幸、中曽根康弘、小泉純一郎がこの日に参拝している。また閣僚、超党派議員連盟のみんなで靖国神社に参拝する国会議員の会等による参拝もなされ、境内では毎年戦没者追悼中央集会が開かれている。近年、神社周辺では右翼団体や左翼団体によるデモがなされることがあり、2013年（平成25年）には衝突が発生した。

### 靖国神社の1日

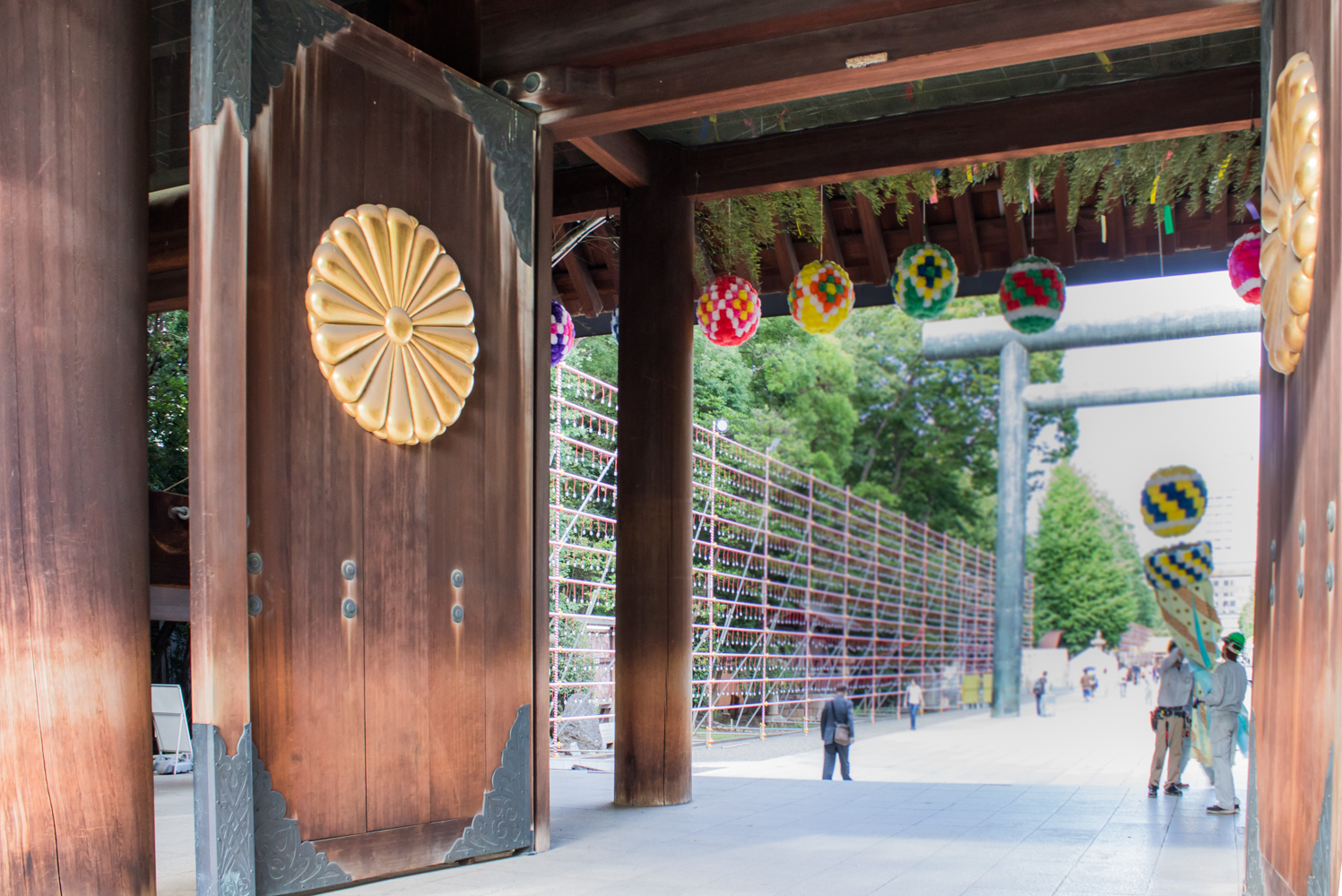
菊花紋章が付いた神門

- 6時「開門」：拝殿にある大太鼓が21回打たれて、菊花紋章が付いた神門が開けられる。
- 8時「朝御饌祭」：神職が神饌（祭神の食事）を供える。
- 9時「朝拝」：大太鼓が打たれ、全ての職員が拝殿に集合し行われる。全員で「大祓詞」を唱え、御製（天皇が詠んだ和歌）を朗詠し、祭神に拝礼する。
- 14時「永代神楽祭」：当日が命日である英霊のための祭典。巫女による神楽の奉奏がある。
- 15時「夕御饌祭」：神職が神饌を供える。
- 19時「閉門」：神社の全ての門が閉じられる。

### 参拝
参拝は神道の作法で行われる。通常の社頭参拝は、鳥居をくぐり、手水舎の手水で清め、拝殿前で二拝二拍手一拝をする。正式参拝は参集所から参入し、手水で清め修祓（しゅばつ）を受けた後に本殿前に昇り（昇殿）、玉串を奉奠して二拝二拍手一拝し、退出時に神酒を戴く。

### 合祀祭
祭神は靖国神社の定める以下の内規に従って合祀される。
軍人・軍属
1. 戦地、事変地、および終戦後の各外地において、戦死、戦傷死、戦病死した者。
2. 戦地、事変地、および終戦後の各外地において、公務中に受傷罹病し、内地に帰還後、療養中にその受傷罹病が原因で死亡した者。
3. 満洲事変以降、内地勤務において、公務中の受傷罹病が原因で死亡した者。
4. サンフランシスコ講和条約の第11条にある裁判・判決によって死亡した者[注釈 5]等（極東国際軍事裁判等の軍事裁判によりA級戦犯・BC級戦犯であるかないかに関わらず死刑になった者等。なお、日本政府は「法務死者」と呼び、靖国神社では「昭和殉難者」と呼称している）。
5. 「未帰還者に関する特別措置法」による戦時死亡宣告により、公務中の受傷罹病が原因で死亡した、とみなされた者。

準軍属その他
1. 軍の要請に基づいて戦闘に参加し、当該戦闘に基づく負傷または疾病により死亡した者（満洲開拓団員・満洲開拓青年義勇隊員・沖縄県一般邦人・南方および満洲開発要員・洋上魚漁監視員）。
2. 特別未帰還者の死没者（ソビエト連邦・樺太・満洲・中国に抑留中、死亡した者・戦時死亡宣告により死亡とみなされた者）。
3. 国家総動員法に基づく徴用または協力者中の死没者（学徒・徴用工・女子挺身隊員・報国隊員・日本赤十字社救護看護婦）。
4. 船舶運営会の運航する船舶の乗務員で死亡した者。
5. 国民義勇隊員で、その業務に従事中に死亡した者（学域組織隊・地域組織隊・職域組織隊）。
6. 旧防空法により防空従事中の警防団員。
7. 交換船沈没により死亡した乗員（「阿波丸事件」を指す）。
8. 沖縄県の疎開学童死没者（輸送船対馬丸で沖縄県から鹿児島県への学童疎開中に敵潜水艦により撃沈された小学校児童達を指す）。
9. 外務省等職員（関東局職員・朝鮮総督府職員・台湾総督府職員・樺太庁職員・南洋庁職員）。

その他
- 幕末の志士である吉田松陰、坂本龍馬、高杉晋作、中岡慎太郎、武市半平太、橋本左内、大村益次郎等も維新殉難者として合祀されている。これは戊辰戦争における新政府軍側の戦没者を契機として創祀された事情から戊辰以降の戦没者を対象とする合祀基準を、嘉永6年に遡らせたためである。それに対して、戊辰戦争での旧幕府軍の兵士や、奥羽越列藩同盟の兵士、新選組や彰義隊などの旧幕臣の戦死者は祀られていない。ただし、禁門の変で長州藩勢との戦いで戦死した会津藩兵らは、朝廷（天皇）を守護したとして祀られている[35][36]。また長州藩はこの禁門の変では賊軍とされているが、戦死（実際は自害）した久坂玄瑞などは合祀されている[37]。この他に、当時の段階でも国際法違反である外国領事館・外国人襲撃者も祀られている。
- 明治維新の功労者であっても、その後に叛乱を起こし、あるいは叛乱に加担した西郷隆盛や江藤新平、前原一誠らは祀られていない。
- 慶応4年2月15日（1868年3月8日）に起きた堺事件（土佐藩の隊旗を奪ったフランス人水兵を土佐藩兵が殺害した事件）の責めを受けて、堺（現大阪府堺市）の妙国寺で切腹した11人の土佐藩兵は祀られている。
- 西南戦争で戦死した警視隊の警察官も祀られている。
- 乃木希典、東郷平八郎といった著名な軍人や八甲田雪中行軍遭難事件の遭難者等は、戦時の死歿者でないため祀られていない(もっとも、前述の高杉晋作のような例外もある)。
- 女性。女性は5万7千余柱が祀られている。西南戦争、日清戦争、日露戦争、大東亜戦争における軍病院、病院船の従軍・救護看護婦などである。最初の女性合祀者は、戊辰戦争の南部・秋田戦線で死亡した、女軍夫の山城ミヨである。沖縄戦でのひめゆり学徒隊、白梅学徒隊等の7女学校の生徒、南樺太での真岡郵便電信局事件で自決した女性電話交換手等を含む。
- 学徒。学徒動員中に軍需工場で爆死した学徒。
- 戦後に殉職した自衛官、海上保安官、政府職員等に関しては祀られていない（ただし、護国神社では相殿に祀っている所もある）。

#### 合祀手順
戦前は旧陸海両軍の審査によって合祀が内定され、天皇の勅許を経て決定された。合祀祭には天皇が祭主として出席し、合祀されることは死者・遺族にとって最大の名誉であると考えられることが多かった。敗戦により、靖国神社は一宗教法人化、また陸海軍は廃止されたため、この合祀制度は変容した。
戦後の1952年（昭和27年）未合祀の戦没者が約200万人に上り、遺族や元軍人を中心に「合祀促進運動」が起こり、これに対応するため1956年（昭和31年）に厚生省（当時）が新しい合祀手順を定めた。
1. 厚生省引揚援護局が各都道府県に対し「靖国神社合祀事務協力」という通知を出す。
2. 各都道府県は、1953年（昭和28年）8月に成立した恩給法と戦傷病者戦没者遺族等援護法で「公務死」と認められた者を「合祀予定者」と選び、厚生省引揚援護局に提出する。
3. その名簿を厚生省から靖国神社に送付する。
4. 靖国神社にて、名簿により合祀する。

なお、合祀に関して、靖国神社広報課では戦前戦後を通して祭神合祀にあたっての遺族への連絡はするが事前の合意は取らない、としており、本人・遺族の意向は考慮されずに軍や厚生省と神社の判断で行われている。このため、遺族が不満を抱き裁判に至っているものもあるが、靖国神社による遺族に対する同意なき合祀によって、原告遺族らの法的利益が侵害されたと認められる判決は下されていない。
被祀者の遺骨・位牌などはない。まず真っ暗闇の夜に氏名、軍における所属・階級、位階、勲等などを筆書きし、「人霊」を「霊璽簿（れいじぼ）」（旧称「祭神簿」）と称される名簿に移す。次に靖国神社の神体とされる鏡に「霊璽簿」を写し、合祀祭を行うことで「人霊」を「神霊」へと化す。このようにして「御霊（みたま）」を招来し、身分、職業、年齢、性別にかかわりなく、手厚く祀っているという。祭神は氏名の最後に「命（みこと）」または「媛命（ひめのみこと）」を付し、例えば山本五十六だと「山本五十六命（やまもといそろくのみこと）」の様に呼称する。

### 祠官・神職
招魂社と称された時期には神官・神職の定めは無かった。例大祭・臨時大祭には卿または将官、招魂式には将官または佐官、その他の祭祀には佐官、尉官が奉仕した。1875年（明治8年）以降は例大祭・臨時合祀祭・招魂祭の祭主は旧陸軍と海軍が隔番で務めた。明治12年の改称列格によって官員の祭主は廃され祭典は宮司が行うこととなった。同時に宮司1名、禰宜1名、主典4名が法令によって置かれ、1938年（昭和13年）からは権宮司も置かれることとなった。宮司以下神官の進退は内務省が、増員・増俸は内務省・旧陸海軍の3者協議で行い、実際の管理は主として財政を負担した陸軍省総務局が行った 。また、社司・社掌は陸軍省第1局の所属であったが、1887年（明治20年）には閣令第4号により神官を廃して神職（職名）を置き、旧陸海軍が補任することとなった。1946年（昭和21年）の官国幣社制（近代社格制度）廃止以後は自主管理となった。

## 組織・運営
靖国神社は単立神社として神社本庁との包括関係に属していない。これは、「靖国神社は日本国の護持の神社であり、いつかは国に返すべきなので、特定の宗教法人の包括下に入るべきではない」という靖国神社・神社本庁双方の判断によるものである。このような経緯のため、靖国神社と神社本庁とは包括・被包括の関係にないながらも密接な協調関係を保っている。例えば神社本庁は靖国神社崇敬奉賛会の法人会員となっている。神社本庁に属さない神社であるため、宮司以下の神職は神社本庁の神職の資格を持った人物である必要はない。例えば第6代宮司の松平永芳はもともと神職ではなかった。この場合、祭式などの研修をまず受けることになる。

### 内部組織
靖国神社では2005年（平成17年）1月現在、総勢108人が奉職する。組織としては以下の部署があり、宮司がそれらを統括、権宮司が宮司を補佐する。
- 祭務部
  - 祭儀課
  - 調査課
- 総務部
  - 総務課
  - 人事課
  - 管理課
  - 広報課
- 宣徳部
  - 崇敬奉賛課
  - 宣徳課
- 経理部
  - 経理課
  - 事業課
- 遊就館部
  - 史料課
  - 展示課
  - 文庫室
- 社務実習生

### 収入
戦前
明治2年（1869年）には明治天皇により1万石の社領を「永代祭粢料」として下賜されたが、国の財政難のために漸次減らされた。しかし、賽銭収入だけでも、1891年（明治24年）に136,753円であったものが1905年（明治38年）の日露戦争後には急増し、1910年（明治43年）には1,709,710円にもなっており、これも全国から戦死者の遺族が参詣した結果である。1875年（明治8年）、明治天皇は2回目の親拝に際し100円を下賜した。翌1876年（明治9年）、政府は減額して5千石にしていた社領を年7,550円の現金に改め、「寄付金」と称した。同10年、西南戦争の戦没者合祀に際して天皇は親拝して1,000円を下賜した。1887年（明治20年）、青銅製の鳥居の工事にあたり、皇室から15,000円が下賜された。1901年（明治34年）の大改増築に際し、政府は52,000円を「特別寄付金」として与えた（総工費は約16万円）。同年の招魂式では天皇・皇后から2,000円が下賜され、政府も15,000円を与えた。以後も皇室・政府からの定収入・臨時収入があった。
戦後
2008年（平成20年）現在の年間予算は20億円を越え、全て戦没者遺族、戦友などからの奉納金などで維持・運営されているが、遺族会に代表される戦中世代が亡くなり続けているのに伴って、主要な収入源である大口の寄付も減少の一途をたどり、さらに朝日新聞によれば2006年（平成18年）時点で崇敬奉賛会の会員も減り続けていることから財政難に陥り、職員のリストラも進められたという。もっとも、記事中に「崇敬奉賛会の会員も減り続けている」とあるが、2009年（平成21年）3月31日の時点での会員数は設立時のそれと比べて約2万人増えているとの報告もある。なお、2006年（平成18年）8月15日の小泉純一郎内閣総理大臣参拝では、当該報道を行った朝日新聞社の記者やカメラマンが取材しようとしたところ、靖国神社側は同新聞社の「（8月）12日付の朝刊で神社所有の不動産・施設・職員寮の地図を掲載したことは、プライバシーを侵害するものであり、職員の身辺を保護するうえでも問題がある」として取材を拒否し、同新聞社の神社敷地への立ち入りを禁止した。
このほか付属施設である遊就館の入館料や、売店及び境内にある茶店の売り上げなども収入源となっている。

## 社殿
本殿は明治5年（1872年）旧暦5月に尾張の伊藤平左衛門設計の下に造られた。桁行3間梁間6間の大規模な神明造で、前面に1間の向拝（こうはい）が付く。屋根銅板葺で棟には千木・鰹木を有す。本殿の両側には廻廊が接続し、その廻廊が前方に屈曲して拝殿の両側面に連絡し、本殿前庭を囲繞する。本殿後方には1972年（昭和47年）に建てられた切妻造平入銅板葺の霊璽簿奉安殿が建ち、神霊を合祀する際に用いる和紙で作られた霊璽簿（神霊名簿）を保管する。なお、本殿は老朽化のために1986年（昭和61年）から1989年（平成元年）にかけて解体修理が施されている。
拝殿は1901年（明治34年）竣工の建物で桁行7間梁間5間の入母屋造平入屋根銅板葺。前面に3間の向入母屋造で軒に唐破風を構えた向拝が付く。
拝殿前方に中門鳥居、さらに前方に神門と続く。中門鳥居は2006年（平成18年）に建て替えられた素木鳥居。埼玉県産の檜が用いられ、以前は1975年（昭和50年）に奉納された台湾産の檜が用いられていた。さらに以前には扉が付いており、元々は門として機能していた。神門は三間三戸の切妻造銅板葺で高さ6メートル、檜造り。伊東忠太の設計により1934年（昭和9年）に完成した。中央間の扉には直径1.5メートルの16弁の菊花紋章が付けられる。この中央間を戦前は儀仗兵が列姿を乱すことなく潜れたという。
本殿南の廻廊外に元宮と鎮霊社が並び建つ。元宮は幕末期に京都で造られた小祠を1931年（昭和6年）に移祠したもの。靖国神社の前身との意味から「元宮」と称される。鎮霊社は1965年（昭和40年）7月に当時の筑波藤麿宮司の発案で、嘉永6年以降の戦争や事変で国に殉じたとされながらも本殿においては合祀対象外となった御霊と、諸外国の戦没者の御霊の2座を祀るために創祀された。かつては両社は一般には公開されておらず、参拝もできない状態が長く続いていたが、2006年（平成18年）10月12日に拝殿脇から参道が設けられ、一般参拝が可能になった。しかし警備上の問題から、2014年（平成26年）ごろまでには一般参拝は不可能に戻っている。なお、鎮霊社に関して靖国神社では「鎮霊社の御祭神は奉慰の対象だが、御本殿の御祭神は奉慰顕彰の対象」としており、本殿祭神とは差をつけている。
神門外の参道には第二鳥居（青銅大鳥居）と第一鳥居（大鳥居）の2基の鳥居が建ち、また参道脇には石鳥居も建つ。境内入り口を標示する第一鳥居は1921年（大正10年）に「日本一の大鳥居」として建てられ、石松秋二作詞の「九段の母」（1939年（昭和14年））に「空をつくよな大鳥居」と歌われもしたが、風雨による損傷のために1943年（昭和18年）に撤去され、その後、1974年（昭和49年）に日本鋼管製の耐候性鋼による銅鳥居として再建された。柱の高さが約25メートル、笠木（上の横木）の長さは約34メートルあり、重量は100トン。表面の色は塗装ではなく錆の色である。第二鳥居は1887年（明治20年）の建立で、大阪砲兵工廠で鋳造された青銅製。現存の靖国神社の全4基の鳥居の内では最も古いものであり、また青銅製の鳥居としては日本一の規模である。石鳥居は1933年（昭和8年）に奉納されたもので、石製鳥居としては京都の八坂神社のものと並び最大級とされる。
- 中門鳥居
- 神門
- 青銅大鳥居
- 社号標・大鳥居

## 境内

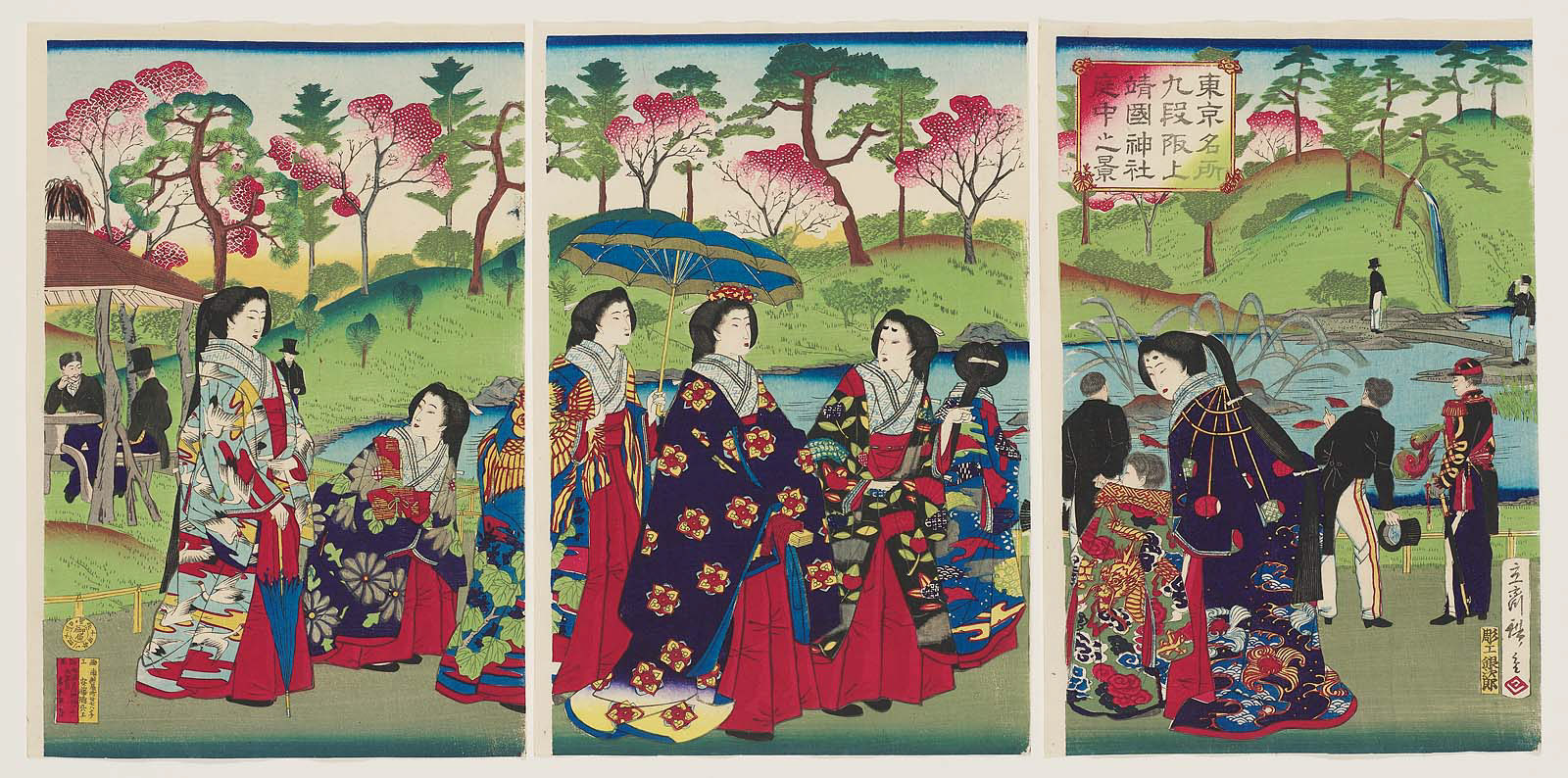
3代広重描く靖国神社の庭

93,356平方メートルの敷地内には、主要社殿以外の以下の施設がある。
（九段下駅方面から）
- 社号標
- さざれ石 - 大鳥居近くにある
- 赤い石 - 大鳥居近くにある
- 戦跡の石 - 旧日本軍の激戦地域から収集された石。「グアム島」「レイテ島」等がある。
- 慰霊の泉 - 戦場で水がなくて苦しんだ御霊に対し、水を捧げるために作られた記念碑。東京キワニスクラブが、1967年（昭和42年）に奉納した。
- 大村益次郎像 - 東京招魂社の建立に奔走し場所決定後、暗殺された大村益次郎の銅像。1893年（明治26年）に造られた日本初の西洋式銅像。戊辰戦争の際、司令官として彰義隊が立て籠る上野寛永寺を見つめていた姿を模したもの。因みに像の下にある顕彰文の揮毫は三条実美である。
- 大燈籠 - 日本一の大きさの燈籠。1935年（昭和10年）に富國徴兵保険（現富国生命）が奉納した。九段下駅側から右側の燈籠には日清戦争から満州事変までの旧海軍の戦闘場面が描かれ、左側の燈籠には同じく日清戦争から満洲事変までの旧陸軍の戦闘場面が描かれている。終戦後、GHQによって撤去させられそうになったが免れた。
- 大手水舎 - 1940年（昭和15年）、アメリカ合衆国で暮らしていた日本人が奉納したもの。
- 白鳩鳩舎 - 平和の象徴である鳩を育てている。神門脇にある。
- 斎館社務所
- 能楽堂 - 岩倉具視らにより東京・芝公園に建てられたかつての芝能楽堂。1903年（明治36年）に奉納された。
- 軍犬慰霊像 - 戦場で死んだ軍犬の霊を慰撫するため、1992年（平成4年）3月に奉納された。
- 戦没馬慰霊像 - 戦場で死んだ軍馬の霊を慰撫するため、1958年（昭和33年）に奉納された[53]。
- 鳩魂塔 - 通信に使われた伝書鳩の霊を慰撫するため、1982年（昭和57年）に奉納された。
- 母の像 - 戦争で父親が亡くなってから母親が子供を育ててくれたことに感謝し、1974年（昭和49年）に建てられた。
- パール判事顕彰碑 - 極東国際軍事裁判の判事として、A級戦犯全員の無罪を主張したインドの法学者ラダ・ビノード・パールを顕彰するため、2005年（平成17年）に建てられた。
- 靖國会館（旧「国防館」） - 1階は休憩所と図書館「靖國偕行文庫」がある。
- 遊就館 - 合祀された戦没者の遺品や資料、戦争で使用された兵器などを展示する施設。館名の典拠は、『荀子』より「遊必就士（遊ぶに必ず士に就く）」（遊歴する時は必ず優れた人物に交わり学ぶの意）に基づく。収蔵品は約10万点。約5,000人の遺影もある。主な収蔵品に、歩兵第321連隊の軍旗（旭日旗）、八九式十五糎加農、九六式十五糎榴弾砲、九七式中戦車、零式艦上戦闘機五二型、人間魚雷「回天」、蒸気機関車C56 31など。他に、真珠湾攻撃成功の電文「トラ・トラ・トラ」や、「戦勝」祈願の血染めの日章旗、終戦時の陸軍大臣阿南惟幾の「一死以テ大罪ヲ謝シ奉ル」と記した血染めの遺書などが飾られている。
- 神池庭園 - 明治初期に造られ、1999年（平成11年）10月に整備・復元作業が行われた。上越新幹線開業の際に新潟県関係者から奉納された錦鯉が池を泳いでいる。そばの自販機で販売している餌を使って餌やりが可能。
- 相撲場 - 春の例大祭に全力士が奉納相撲を行う場所。渡辺勇次郎主催で1922年（大正11年）5月7日建国以来初めて、プロボクシングの興行「日米拳闘大試合」が実施されたり、1926年（大正15年）11月下旬（大正天皇崩御一ヶ月前）には日本ボクシング連盟主催の第1回全日本ボクシング選手権大会が開催された会場でもある。また、力道山率いる日本プロレスが相撲場特設リングにて奉納プロレス（1961年4月23日）を開催した記録があり、近年ではZERO1が2005年から靖国神社奉納プロレス『大和神州ちから祭り』と題する興行を行っている。
- 招魂斎庭（跡） - 招魂斎庭は例大祭に合祀を行う時に最初に神霊を招ぎ下ろす祭壇である。役目を終えたものとして、そのほとんどを駐車場にしている。
- 行雲亭-現在は裏千家茶道教室に使われているが靖国刀と呼ばれる軍刀を造っていた。1933年（昭和8年）、民間篤志家の資金を元に、日本刀の復活と将校用軍刀の需要に応えるため、刀剣界と陸軍が協力して靖国神社境内に「日本刀鍛錬会」が設立された。靖国鑪が再開され、良質の日本刀を作刀し、陸軍将校に供給した。軍の受命に依り、鍛錬会刀匠名の初字には靖国の「靖」の名が与えられた。終戦迄、約8,100振りの日本刀が作刀され、当時は「九段刀」とも呼ばれていた。
- 常陸丸殉難記念碑
- 田中支隊忠魂碑
- 守護憲兵之碑
- 軍人勅諭の碑
- 靖國神社外苑休憩所 - 以下の施設を有する
  - 八千代食堂 - 戦時中、『富屋食堂』で「特攻の母」と慕われた鳥濱トメゆかりの玉子丼など多彩なメニューを提供。
  - アティックルーム靖國外苑 - 昭和の洋館のような店内でランチなどを提供。フリーWi-Fi・電源コンセントの設備有。

- 社号標
- 慰霊の泉
- 大村益次郎像
- 常陸丸殉難記念碑
- 遊就館
- 遊就館の零式艦上戦闘機52型
- 遊就館の蒸気機関車C56 31
- 招魂斎庭
- 能楽堂（旧芝能楽堂、九段能楽堂）
- 行雲亭
かつて日本刀鍛錬会が置かれた
- 名勝 神池庭園
- 奉納大相撲大会（2008年）
- 同左

## 名所

### 桜の名所

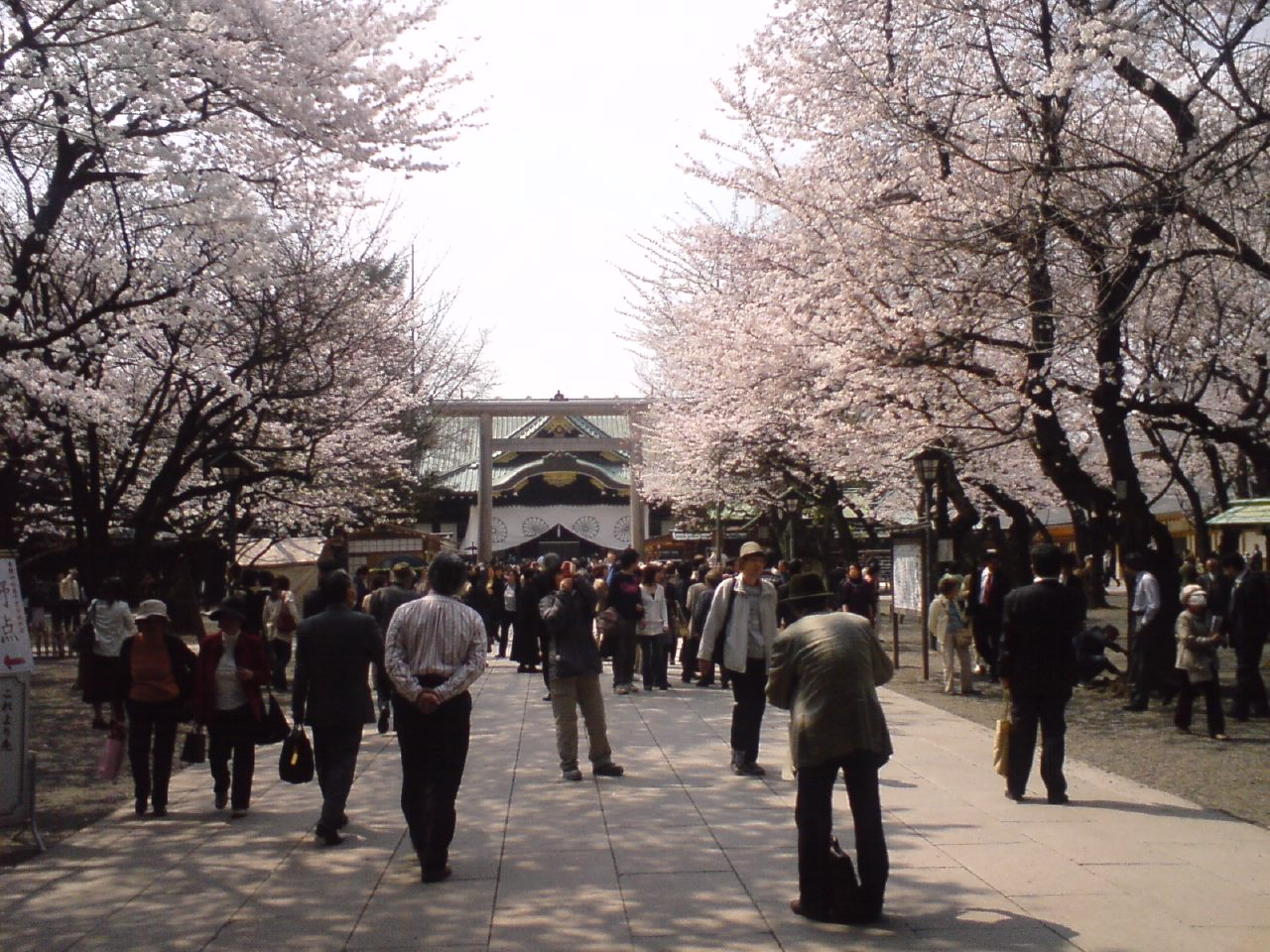
参道の桜

1870年（明治3年）開始の靖国神社競馬場（招魂社競馬場として日本人による国内初の洋式競馬場で参道の外側に1周約900メートルで開場、1898年（明治31年）廃止）の周囲に数十本の桜が植えられた。現在では境内は東京都内でも有数の桜の名所となった。そのため毎年3月下旬から4月上旬にかけて多くの花見客で混雑し、屋台も多数出店されている。
気象庁は境内にある3本のソメイヨシノを、東京の桜の開花日を決定する標本木として指定している。そのため東京の「桜の開花発表」はこの標本木が咲いた時に行われている。

### 東郷坂
東郷坂は市ヶ谷駅から靖国神社の間で靖国通りに繋がっているが、この坂を下る途中の左側には、1938年に東郷平八郎私邸の寄贈を受けて作られた東郷元帥記念公園がある。
また、1908年から1947年にかけてはドイツ・スイス系の普及福音教会が、赤司繁太郎の協力を得てここで財団法人東郷坂教会を運営していたが、教会は東京大空襲で破壊され、ドイツ人は敗戦後の数年間は本国へ送還され、その後の活動は五反田へ移ったため建物は現存していない。

## 歴史

### 第二次世界大戦前

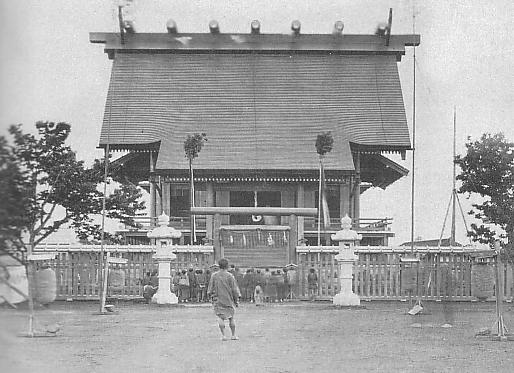
東京招魂社

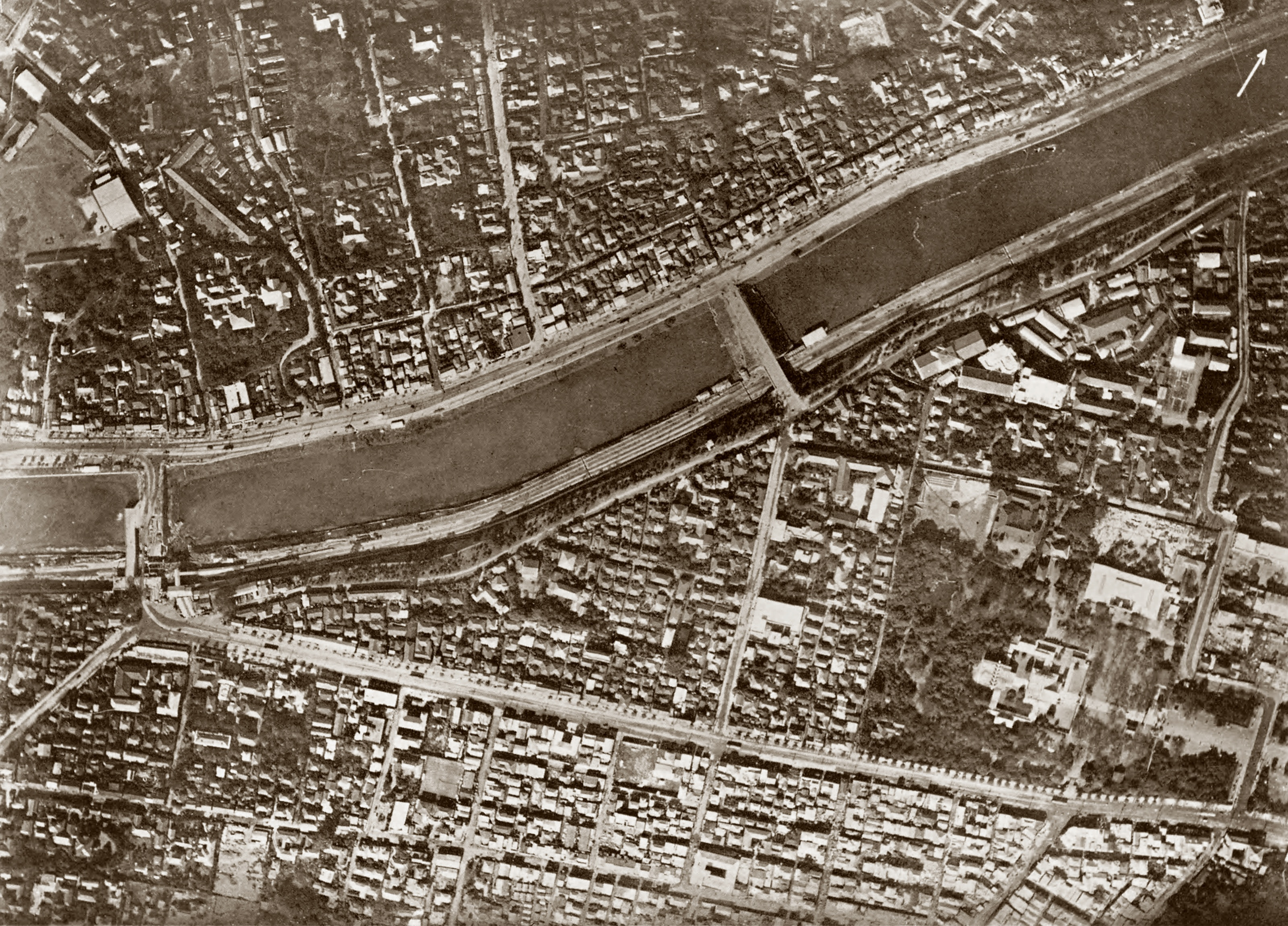
靖国神社周辺の航空写真（1931年）

戊辰戦争終戦後の慶応4年旧暦6月2日（1868年7月21日）に、東征大総督有栖川宮熾仁親王が戦没した官軍（朝廷方）将校の招魂祭を江戸城西丸広間において斎行したり、同年旧暦5月10日（6月29日）に太政官布告で京都東山（現京都市東山区）に戦死者を祀ることが命ぜられたり（現京都霊山護国神社）、同旧暦7月10（8月27日）・11（8月28日）の両日には京都の河東操錬場において神祇官による嘉永6年（1853年）以降の戦没者・殉死者を慰霊する祭典が行われる等、幕末維新期の戦没者を慰霊、顕彰する動きが活発になり、そのための施設である招魂社創立の動きも各地で起きた。それらを背景に大村益次郎が東京に招魂社を創建することを献策すると、明治天皇の勅許を受けて明治2年旧暦6月12日（1869年7月20日）に現社地での招魂社創建が決定され、同月29日（8月6日）に五辻安仲が勅使として差遣され、時の軍務官知事仁和寺宮嘉彰親王を祭主に戊辰の戦没者3,588柱を合祀鎮祭、東京九段上に「東京招魂社」として創建された。ただし、創祀時は未だ仮神殿の状態であり、本殿が竣工したのは明治5年（1872年）であった。
東京招魂社は軍が管轄するものとされ、一般の神社とは異なる存在で種々の不安定要素があったために、正規な神社へ改めようとする軍当局は社名の変更と別格官幣社への列格を要請し、明治天皇の裁可を得て1879年（明治12年）6月4日に「靖國神社」への改称と別格官幣社列格の太政官達が発せられた。もっとも、正規な神社となった後も神社行政を総括した内務省が職員の人事権を有し、同省と陸軍省および海軍省によって共同管理され、しかも運営の主導権は財政を担った陸軍省が有する等、神社としては特殊な存在ではあった。創祀以後、春秋の例大祭には勅使が差遣されての奉幣が行われ、また新たに神霊を合祀するに際しても勅使を差遣した他、天皇・皇后の行幸啓、皇族の参拝や代参も頻繁になされる等、皇室および国家から臣下を祀る神社としては異例の殊遇を受け、また合祀祭に当たっては諸官員（公務員）に休日を賜う例であった。なお、祭主は陸・海軍武官が勤めた。
1891年11月5日、陸軍省は、維新前後の国事殉難者1277名を合祀した（告示）。
1923年（大正12年）、関東大震災の発生により東京市内のバラック居住者は8万人を超えた。これをうけて同年12月20日、神社境内に仮説公衆浴場が開場。一般浴場の半額で営業を行った。
1932年（昭和7年）、上智大生靖国神社参拝拒否事件が起きる。この事件を受けて、ローマ教皇庁福音宣教省（長官はピエトロ・フマゾーニ・ビオンディ枢機卿）が1936年（昭和11年）に訓令「祖国に対する信者のつとめ (Pluries Instanterque)」を駐日教皇庁使節パオロ・マレーラ大司教に宛てて送り、愛国心の表明としての靖国神社参拝が容認される。
1940年（昭和15年）には「靖国神社の歌」が制作された。

### 第二次世界大戦後

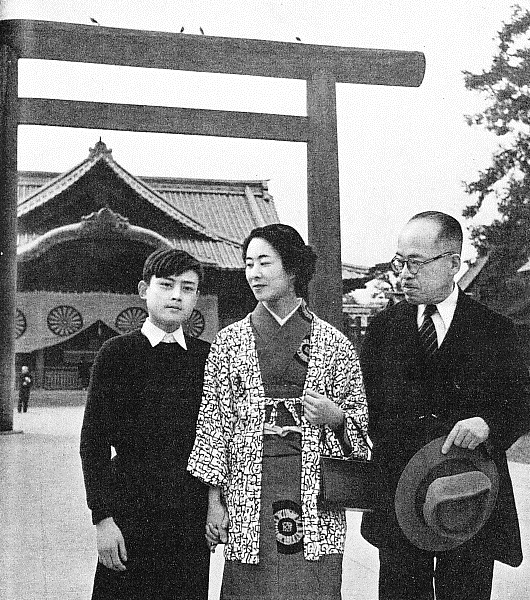
靖国神社を参拝する戦争遺族（1955年4月）

戦後、GHQは1945年12月15日に神道指令を発布した。
GHQは、占領期間中、靖国神社の存続の容認を苦慮している。靖国神社を崇敬社が管理するという文部省案もあった。GHQ宗教課の特別調査班が、信教の自由の観点から、慎重に時間をかけて調査している間に、国際情勢が変化し、アメリカ政府は、ソ連を中心とした共産主義国家に対抗することに外交政策の軸足を移した。靖国神社の存続容認に、いわゆる逆コース、もしくは、「日本の非軍事化・民主化の促進に重点を置いた政策」から「日本を共産主義国家に対抗するアメリカの同盟国に変える政策」という、アメリカ政府の日本に対する占領政策の変更が、作用したと見られている。
1947年11月には日本遺族厚生連盟が発足、1953年には日本遺族会へと発展した。
戦後は、政教分離政策の推進により靖国神社は国家管理を離れて宗教法人となり日本政府との直接的な関係は無くなったものの、軍人を祭神として祀る点や公職に就く者の参拝とそれに伴う玉串料の奉納等が批判され、様々な問題が生じている（詳しくは「靖国神社問題」を参照）。

#### 靖国神社の存続とカトリック教会
終戦後も靖国神社が存続したことについて、以下のような逸話が語られている。戦後に日本を占領したGHQは、1945年（昭和20年）、靖国神社を焼き払いドッグレース場を建設する計画を立てていたが、賛否両論が巻き起こり収拾が付かなくなっていた。そこでローマ教皇庁代表であり上智大学学長でもあったブルーノ・ビッテル（Bruno Bitter、英語読みでビッターとなっている場合あり）神父とメリノール宣教会のパトリック・バーン神父に意見を求めることになった（しかし、逸話と異なり、実際はビッテルは上智大学の学長になったことは一度もなく、占領期の教皇庁の代理人でもなかった。日本における教皇庁の代理人は駐日教皇使節パオロ・マレーラであった）。ビッテル神父は「いかなる国家も、その国家のために死んだ戦士に対して、敬意を払う権利と義務があると言える。それは、戦勝国か、敗戦国かを問わず、平等の真理でなければならない。」「靖国神社を焼却する事は、連合国軍の占領政策と相容れない犯罪行為である。」と述べ、次の言葉で締め括った。
「靖国神社が国家神道の中枢で、誤った国家主義の根源であるというなら、排すべきは国家神道という制度であり、靖国神社ではない。我々は、信仰の自由が完全に認められ、神道・仏教・キリスト教・ユダヤ教など、いかなる宗教を信仰するものであろうと、国家のために死んだものは、すべて靖国神社にその霊をまつられるようにすることを、進言するものである。」
この進言により靖国神社は焼き払いを免れたという。バーン神父もビッテル神父と同趣旨の進言をした。さらに1951年（昭和26年）、ローマ教皇庁はあらためて1936年（昭和11年）の「祖国に対する信者のつとめ」訓令を再確認している。
マーク・R・マリンズは、こうしたカトリック神父らが靖国神社を救済したという通説は「半分だけ真実」であり、当時の資料からははるかに複雑な経緯がみられると指摘している。通説に反して、GHQは、1945年（昭和20年）、靖国神社を焼き払いドッグレース場を建設する計画を立ててはいなかった。米国国務省は1944年3月15日付けの覚書「日本―信仰の自由 Japan: Freedom of Worship」で、次のような勧告を行っている。
「. . . 第三は靖国神社や明治神宮、乃木神社のような近年設立された国家的英雄を祭る神社である。第三の類型に属する神社は、軍国主義的国家主義精神を鼓舞する神社であり、日本政府も、宗教ではなく愛国主義の表現形態であると繰り返し主張しているのであるから、仮に閉鎖を命じても信教の自由に抵触はしない。ただし、現実的政策としては、国家主義的神社にあっても、強制的閉鎖は逆効果を招く恐れもあるので望ましくない。公的秩序や安全保障に反しない限り、個人的信仰の対象としては公開存続を許されるものとする。」
そして、神社の本質とその将来に関する決定をする前にキリスト教の宣教師に相談することを推奨している。マッカーサーはその推奨に従ってビッテルとバーンに接触した。ビッテルとバーンが占領期の初期に靖国神社存続のために懇願を行ったことは事実であり、両神父は1945年（昭和20年）8月後半から10月にかけて靖国神社を含め様々な問題に関してマッカーサーに個人的な手紙を何通も送り、何度も会い、GHQのスタッフと常時連絡をとっていた。しかし、靖国神社存続問題に関してはビッテルとバーンの介入の効果は取るに足らないものであり、占領期の終了間際まで靖国神社の存続は確定していなかった。ビッテルとバーンは、靖国神社は宗教的崇拝の場ではなく愛国心を表明する市民的儀礼の場であるという（ローマ教皇庁の1936年（昭和11年）の訓令に沿う）立場から請願を行ったが、最終的に靖国神社が存続を認められたのは、その宗教的本質がGHQの民間情報教育局（CIE）の宗教課に承認されたためであった。信仰の自由の原則の確立を日本政府に要求したGHQは、宗教的な場である靖国神社を廃止してその原則に自ら違反することを避け、1951年（昭和26年）9月12日の指令「宗教団体使用中の国有地処分に関する件」で他の宗教団体と同様の条件のもとで靖国神社の存続を認めた。
1975年（昭和50年）には真言宗醍醐派品川寺僧侶仲田順和（のち醍醐寺第百三世座主）が教皇パウロ6世に東京裁判で戦犯となったものへのミサを行うことを依頼すると、教皇はミサを約束する。パウロ6世は1978年に死亡するが、1980年（昭和55年）5月21日、教皇ヨハネ・パウロ2世がパウロ6世の遺志を引き継ぎ、A級戦犯・BC級戦犯として処刑された人々へのミサをサン・ピエトロ大聖堂で行った。1618柱の位牌が納められた五重塔はヨハネ・パウロ2世に奉呈された。
2007年（平成19年）2月21日、日本カトリック司教団は、「信教の自由と政教分離に関する司教団メッセージ」を発表し、「教会は当時の布教聖省の指針に基づいて、『学生が神社で行うように政府から命じられた儀式は宗教的なものではない』とし、天皇に対する忠誠心と愛国心を表す『社会的儀礼』であるとして、信徒の神社参拝を許容しました。こうして、あの戦争に協力する方向へと向かってしまったのです。しかし、戦後に日本国憲法が制定されたこと、国家神道が解体され靖国神社が一宗教法人になったこと、教会も第二バチカン公会議を経たことなどから、当時の布教聖省の指針をそのままでは現在に当てはめることはできません。」として、戦前の「祖国に対する信者のつとめ」という訓令のあり方を否定した。

#### 国内外の寄付による復興と奉賛会
1953年（昭和28年）11月16日、北白川宮永久王の妃であった北白川祥子を会長として、靖国神社奉賛会が発足した。同会は、200万柱の新規合祀や神社維持等のため、境内の復興と戦後合祭事業の実施を目標に6億7000万円の募金を必要とした。最終的に7億6000万円を、全国及び沖縄、ブラジル、ハワイ、米本土から集めることができた。調査できなかった約10万柱を除く戦没者を合祀し、北参集所や能楽堂を完成させた。なお、1959年（昭和34年）10月4日に、永久王も靖国神社に合祀された。
1962年（昭和37年）に奉賛会は解散し、神社内の組織となっている。さらに1998年（平成10年）に、同会は靖国神社崇敬奉賛会に改組された。

#### 国家管理をめぐる動き
日本国憲法により政教分離が原則とされた後においても国家管理に戻そうとする国家護持運動があり、憲法と整合させるための様々な案が検討された。1956年に日本遺族会などが祭祀への国費支弁を求めて陳情する運動を始め、その後1966年に靖国神社自身が「靖国神社国家護持に関する陳情書」を衆参両院議長に宛てて提出した。なお、当初賛意を示した日本遺族会会長が「国家護持」のためには法案は靖国神社の非宗教化を約束したものでなければならないと諦め、態度を変えて非宗教化案に応じると、1969年（昭和44年）1月20日、これに憤慨した大東塾の者が日本遺族会会長との会談中にこれに暴行を加えたため、当時の大東塾塾頭が会談を斡旋した吉橋敏雄公安調査庁長官に義理を立て、手の指を一本切るという事件も起きた。
田村譲によれば、自由民主党（自民党）は、1969年（昭和44年）6月30日に国家管理化を目指す「靖国神社法案」を国会に提出したが、55年体制下の保革対立の中で廃案となり、以後1973年（昭和48年）まで5回にわたって法案を提出したが、いずれも審議未了により廃案とされ、1974年（昭和49年）には自民党の強行採決によって衆議院を通過したものの参議院で廃案となったために、自民党内では閣僚の参拝案が浮上したのだという。
靖国神社、遺族会らは民法34条の祭祀法人となれば靖国神社法案のような特別な立法は必要なく、宗教法人でもなくなり、公的資金の支出も可能であろうとの案を提起をしたが、免税率の低下などの諸問題によりこの提起も消滅した。

### 現在

#### A級戦犯合祀問題
1979年（昭和54年）4月19日に東条英機らA級戦犯14人が密かに合祀されたことが明らかにされた。神社側の判断で前年の10月17日に合祀が行われたという。
2006年（平成18年）7月20日の「日本経済新聞」朝刊に元宮内庁長官であった富田朝彦が手帳に張り付けたメモ（富田メモ）の内容が掲載されそこには昭和天皇がA級戦犯の合祀に批判的であった内容が記されていたという。

#### 靖国神社参拝問題
1985年（昭和60年）の中曽根康弘首相、2001年（平成13年）の小泉純一郎首相の公式参拝は日本国内や中国・韓国との間で外交問題となり、国内では公人（主に、内閣総理大臣・閣僚大臣、その他国会議員・地方議員、地方自治体首長など）の公式参拝が政教分離原則など憲法違反かどうかを確認する訴訟も行われた。
ヨーロッパの右翼
2010年（平成22年）8月14日、日本の右翼民族派団体である一水会の招きにより、フランスの極右政党である国民戦線がジャン＝マリー・ルペン党首を、イギリス国民党が日本に長期在住経験のある党員アダム・ウォーカーを党代表として派遣、その他一水会に招かれたフラームス・ベランフ（ベルギー）、オーストリア自由党、社会運動・三色の炎（イタリア）、ヨッビク（ハンガリー）、アタカ国民連合（ブルガリア）、国家刷新党（ポルトガル）、全ウクライナ連合「自由」ら、欧州8か国、9つの政党の代表などで構成された訪日団は合同で靖国神社に参拝した。
靖国神社・日本大使館放火事件

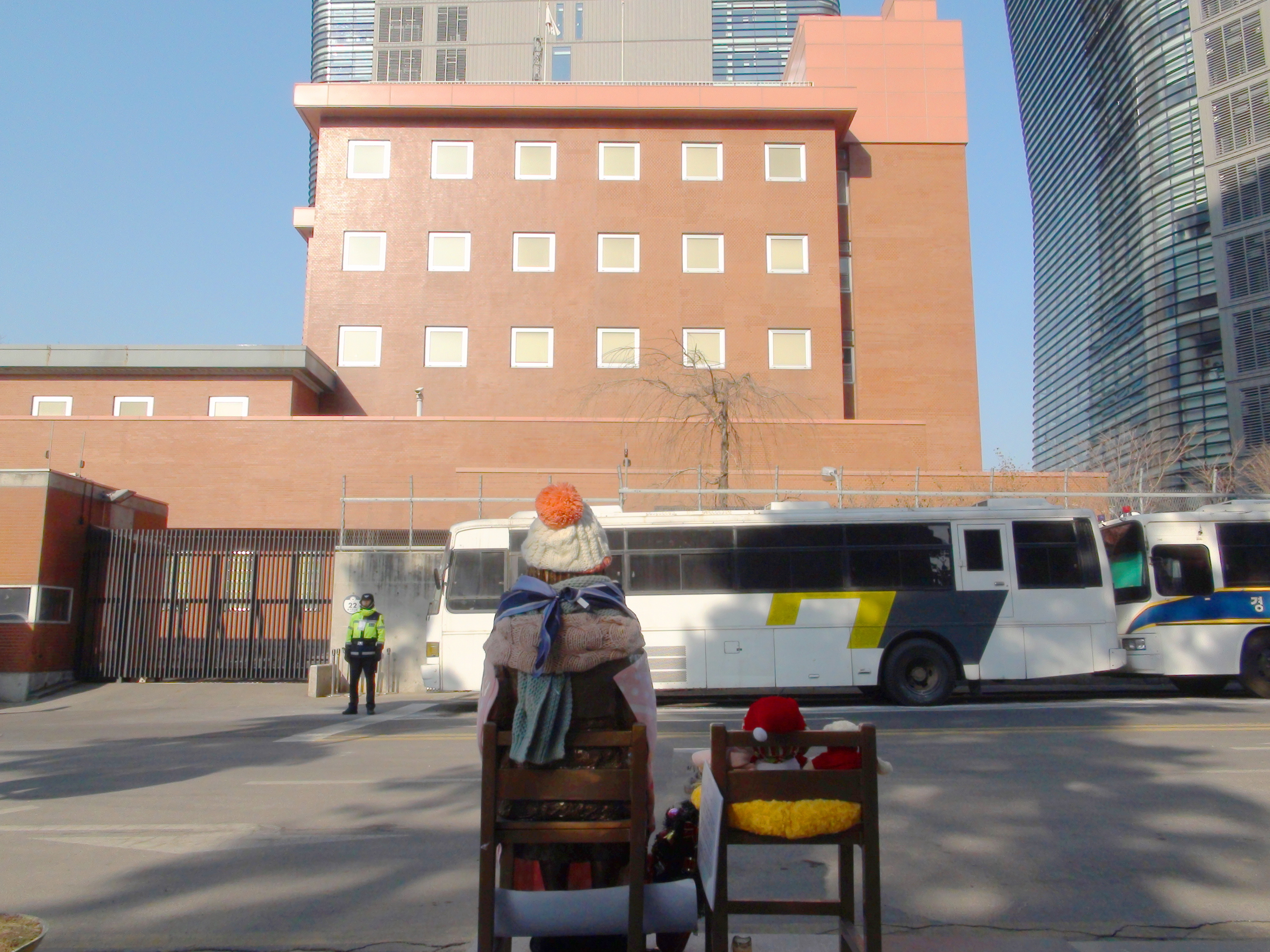
靖国神社放火犯によって火炎瓶が投擲された駐ソウル日本大使館とその前に設置された慰安婦の碑

2011年（平成23年）には韓国系中国人によって靖国神社が放火される靖国神社・日本大使館放火事件が起き、日中韓政府間の外交問題となった。1930年代に抗日独立運動をして捕まり西大門刑務所で拷問を受け殺されたとする曽祖父、抗日新四軍連隊長の祖父と1942年に日本軍に捕まり強制的に慰安婦にされた韓国籍の祖母を持つと称すとともに、東日本大震災の被災者を支援するボランティアとして日本に入国していたと称する容疑者は、2011年（平成23年）12月26日に靖国神社を放火すると、その日のうちに韓国に逃走し、2012年1月7日に西大門刑務所を訪れて憤り、2012年（平成24年）1月8日にはソウルにある日本大使館に火炎瓶4本を投擲した。なお、この日は祖母の命日としている。日本政府は韓国政府に対して日韓犯罪人引渡し条約で引き渡しを拒否できる政治犯には該当しないとして数十回にわたり身柄の引き渡しを要請していたが、中国政府は韓国政府に対して非公開に中国への送還を求め続け、孟建柱中華人民共和国公安部部長は、韓国を訪問して韓国閣僚に事件について話し、2012年（平成24年）10月16日には中華人民共和国外交部の洪磊副報道局長が定例記者会見の場でも、中華人民共和国への送還を要求した。2013年（平成25年）1月3日、ソウル高等裁判所は犯行について政治的大義のために行われたものであり、日本に引き渡すことは韓国の政治秩序と憲法理念等に合致しないとして、放火犯を政治犯であると認定するとともに、日本への引き渡しを容認しない決定を行った。これに対して、河相周夫外務事務次官は駐日韓国大使に電話で抗議し、安倍晋三首相は「極めて遺憾であり、強く抗議したい。」と見解を表明した。その後、駐韓中国大使館は容疑者を大使館に宿泊させた。1月4日、容疑者は中国政府関係者の保護を受けながら、韓国の仁川国際空港から出国して中国に帰国した。上海浦東国際空港では上海市政府関係者によって出迎えられた。
統一教会系団体による慰霊祭
2013年（平成25年）3月7日、統一教会（世界基督教統一神霊協会）の系列の団体が、靖国神社で「戦没者と東日本大震災犠牲者」の慰霊祭を行った。団体名は「宗教新聞社」および「平和大使協議会」であり、慰霊祭では靖国神社の元宮司・湯澤貞〔湯沢貞〕氏が「宗教新聞の立場から」と称して挨拶を行った。この慰霊祭は、統一教会が安倍政権と自民党との関係を深める狙いの行動の一つであったと見られている。
韓国人による放火未遂事件
2013年（平成25年）9月21日、韓国籍の男が靖国神社を放火することを目的に日本に入国し、9月22日21時、南門のトイレの裏の茂みに隠れているのを巡回中の2名の衛士が発見したところ、男は衛士を振り切り、トルエンの入った容器の蓋を開けて液体を拝殿に投げつけた。衛士が押さえつけても暴れることをやめない男を宿直者達が取り囲み警察に引き渡し、9月23日、警視庁公安部によって逮捕された。男は「日本が歴史を歪曲したので腹が立ったので放火しようとした」と自白した。12月26日、東京地方裁判所は放火予備と建造物侵入の罪で男に懲役3年、執行猶予4年の判決を言い渡した。
韓国人によるトイレ爆破事件
2015年（平成27年）11月23日午前10時頃、南門近くの男子トイレで爆発があったという通報があり、現場から発火装置などの部品が見つかった。当日は新嘗祭が行われていたが負傷者はいなかった。防犯カメラには不審な韓国人の男が写っていた。この男は27歳で、事件2日前に羽田空港から入国し、事件前日には靖国神社から約1km離れた千代田区内のホテルに宿泊し、事件当日に帰国していた。また、現場のトイレで見つかった乾電池にはハングルの表示があり、警視庁公安部はこの男が事件に関与したとみて、また、この男は過激な主張をする団体に属している活動家ではなく、個人的に反日感情を暴発させ、単独で犯行に及んだ一匹狼型のテロリストだった可能性が高いとみて捜査を開始した。12月9日10時頃、男は再び来日したが、事前旅客情報システム（APIS）で事前に把握し待機していた捜査員らが任意同行を求めると同時に、参拝などの正当な理由がなく境内に侵入したとして建造物侵入の容疑で逮捕状を請求、その後逮捕した。男は当初は「よくわからない」と容疑を否認。その後「爆発物を仕掛けた」と供述したが、その後は靖国神社訪問なども含めて再び否認に転じ、再来日した理由については「日本の記者から質問を受けて、靖国神社のトイレを確認しに来た」という趣旨の供述をした（この再来日については、韓国当局は関与を否定し、ある参院議員は「被疑者は深く考えないで行動しているのではないか」と分析しているが、「警視庁と韓国警察が水面下でやりとりしていたようだ」「日韓関係改善を求める米国に配慮して朴政権が取った措置かもしれない」と推測する政府関係者もいる）。逮捕前、NNNが男に電話を掛けていたが、男は事件があった時期に2泊3日で日本を訪れ、さらに靖国神社に行ったことを認めたものの、目的は「東京見物」とし、事件のことは「分からない」と述べていた。男は事件の約2ヶ月前まで韓国中部の群山市に住んでいた。12月9日、韓国外交省は「捜査結果を注視しながら、被疑者に対して必要な支援をする」と明らかにした。
2016年（平成28年）7月19日、東京地方裁判所は建造物侵入や火薬類取締法違反などの罪で、トイレを爆破した韓国籍の男に懲役4年の判決を下した。2017年2月7日、東京高等裁判所（藤井敏明裁判長）は1審の懲役4年を支持し韓国籍の男の控訴を棄却した。韓国法務部は、日本に対し男の身柄を韓国内の施設へ移送するよう協力要請を行ったが、日本側は2019年7月31日に移送を認めない旨の通知を行った。
中国国旗事件
2015年（平成27年）12月19日午前11時45分頃、神池庭園の池の縁に中国の国旗が刺さっているのが見つかり、警視庁は嫌がらせとみて調べている。9時半頃に職員が見回りした時には籏はなかった。
宮司による天皇批判発言
2018年（平成30年）6月20日、靖国神社の最上位の責任者である小堀邦夫宮司が神社内の定例会議で「陛下が一生懸命、慰霊の旅をすればするほど靖国神社は遠ざかっていくんだよ」「はっきり言えば、今上陛下は靖国神社をつぶそうとしてるんだよ」など当時の天皇（第125代天皇、現上皇明仁）や皇太子（現今上天皇）を批判する発言を行った。その後、宮内庁を訪れ宮司を退任する意向を表明した。新宮司には山口建史が就任した。当代天皇と靖国神社をめぐっては、1978年（昭和53年）にいわゆるA級戦犯が合祀されて以降、昭和天皇の親拝が途絶え、天皇明仁も即位後一度も親拝していない。
中国人による器物損壊事件
2019年（令和元年）8月19日、中国籍の自称作家の男が靖国神社の拝殿に掛かる幕に墨汁をまき、器物損壊の現行犯で逮捕された。12月23日、東京地裁は懲役1年2月、執行猶予3年の判決を言い渡した。
中国人による石柱への落書き
2024年（令和6年）7月9日、靖国神社の石柱に赤いスプレーで「Toilet」と落書きされた事件で、警視庁公安部は中国籍の男を器物損壊と礼拝所不敬の疑いで逮捕した。男は指示役の男、撮影役の男と共謀。2人と行動を共にし、スプレーを購入するなどしていたという。 他の2人についても同容疑で逮捕状を取っているが、すでに中国に出国しているという。同年12月25日、東京地裁は男に懲役8月の実刑判決を言い渡した。

## 靖国神社と文化

### 靖国神社が描かれた文物
紙幣

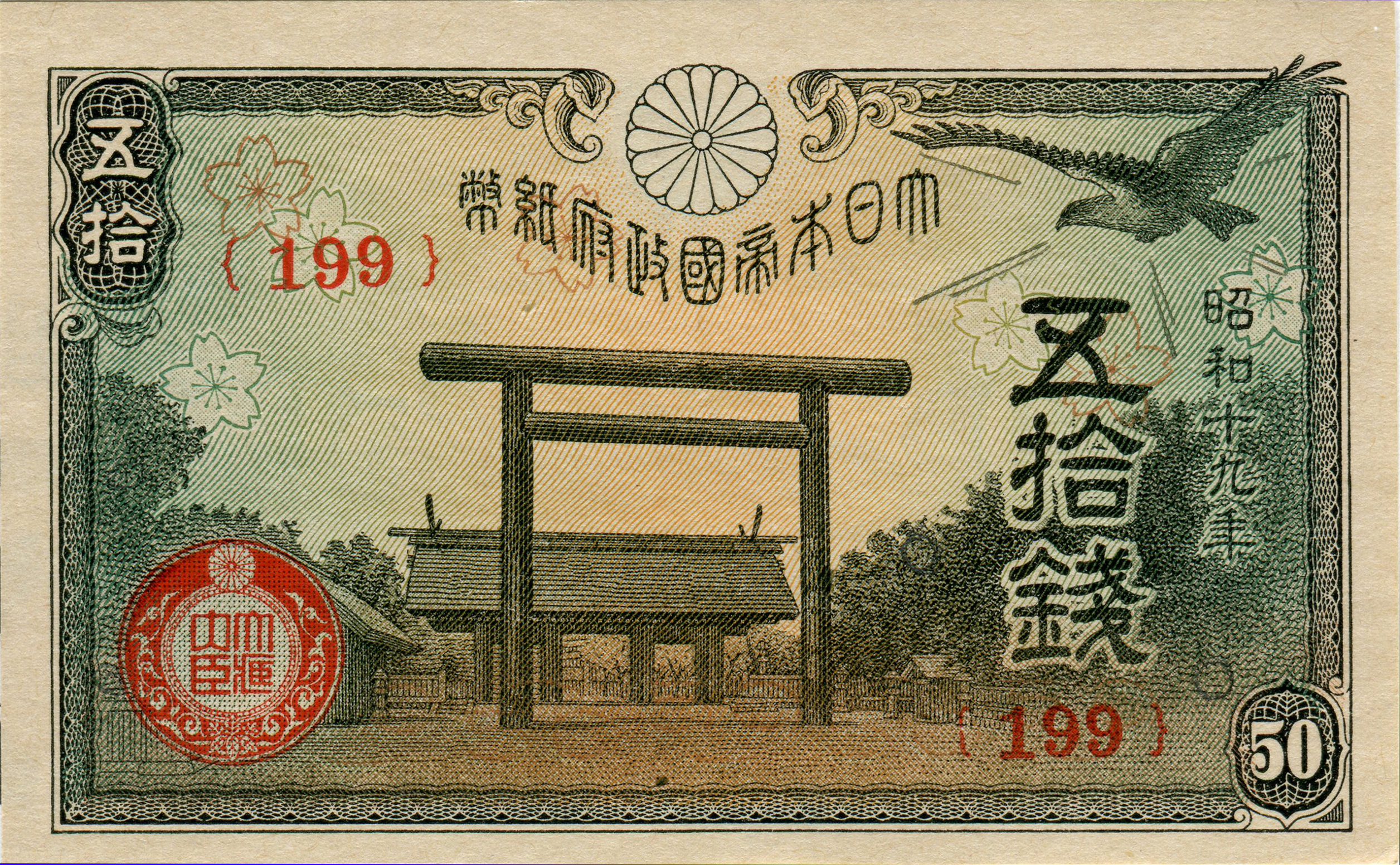
50銭紙幣の図案に使われた靖国神社（昭和19年銘）

靖国神社を描いた紙幣として小額政府紙幣がある。これは1938年（昭和13年）以降日本政府が50銭硬貨に使われていた銀を戦略物資として温存するために、富士山を描いた昭和13年銘のある政府紙幣に置き換えたものである。この紙幣では凹版印刷が用いられていたが、1942年（昭和17年）になって通貨需要が増大したため、民間の凸版印刷株式会社に製造させ、その際に靖国神社を描く紙幣に変更された。
この紙幣は、硬貨の発行年と同様に1942年（昭和17年）から1945年（昭和20年）まで4つの発行年号が記載されている。また最初の昭和17年銘は凸版5色刷りの高級な印刷方法を用いていたが、最後の昭和20年銘（実際には戦後になった翌年発行）は印刷に用いる資材の枯渇のためオフセット印刷に切り替えられている。靖国神社が描かれてはいるがGHQからは大目にみられて発行と流通が続けられたが、硬貨が発行されるようになったために1948年（昭和23年）8月31日を以て廃止された。
郵便切手

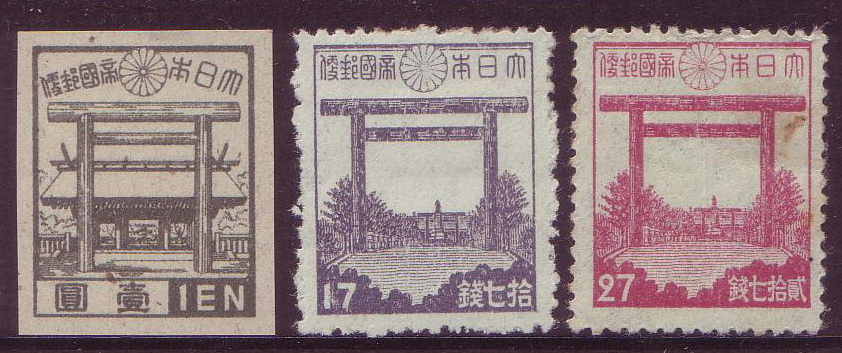
靖国神社の鳥居を描く普通切手

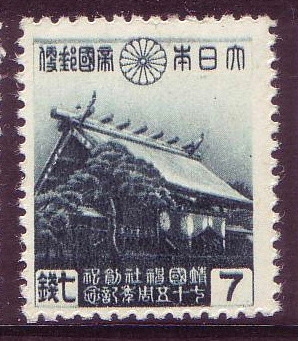
靖国神社の本殿を描く記念切手

靖国神社を描いた郵便切手は4種類発行されている。そのうち普通切手としては、17銭切手（1943年（昭和18年）2月21日発行）、27銭切手（1945年（昭和20年）2月2日発行）、1円切手（1946年（昭和21年）3月ごろ発行）の3種が発行されている。いずれも書留料金用の高額切手であったが、戦時中のため印刷が粗悪である。最後の1円切手は戦後になって発行されたが、これは戦時中に計画されたものが製造および配給が遅れたために戦後になって発行されたものである。通常、切手発行の告示は官報によって行われるが、当時の他の切手と同様に告示を待たずに発売された。このため、公式にいつ発売されたかは現在も不明である（上記年月は最初に確認されたもの）。また1円切手は用紙が粗悪であるうえ、目打や裏糊もなかった。これは、製造工程の簡略化というだけでなく、印刷局が戦災にあったため、機械自体が使用できない状態に追い込まれていた事情もあってのことだった。
7銭（発行時の封書基本料金と同額）切手は1944年（昭和19年）6月29日に「靖国神社鎮座75周年」を記念して発行された記念切手であったが、戦時体制下であったため、通常の記念切手のサイズではなく、それよりも小さな普通切手サイズで発行された。なお印刷方法は戦時中としては異例のグラビア印刷であった。
靖国神社の切手は「少年航空兵」や「戦闘機飛燕」など戦意高揚のためにデザインされた他の切手とともにGHQによって「超国家主義的かつ軍国主義的」と判断され1947年（昭和22年）に既に在庫が無かった7銭記念切手を除く3種が通称「追放切手」として使用禁止処分がとられた。
風景印
郵便局が郵便切手へ押印する消印のうち、その郵便局近辺の風物等を描いた風景印（風景入通信日付印）があるが、九段郵便局の風景印には靖国神社拝殿と桜を描いている。使用開始は1952年（昭和27年）5月10日であるが、同じ日に麹町郵便局も同じ図案の風景印の使用を開始している。ただし、麹町郵便局は1983年（昭和58年）7月26日から日本武道館を描く図案に変更しており、九段郵便局だけが靖国神社に縁のある図案の風景印を現在も使用している。この消印は公印ではあるが、個人でも葉書基本料金（2024年以降は85円）以上の額面の切手もしくは官製葉書を提示すれば記念押印が受けられ、郵便物として差し出すことも出来る。
歌謡（軍歌、戦時歌謡等）
- 「靖國神社の歌」
- 「同期の桜」
- 「靖国神社で逢おうじゃないか」
- 「九段の母」（塩まさる、二葉百合子ほか）
- 「東京だョおっ母さん」（島倉千代子）
- 「ガイコクジンノトモダチ」（ゆず）

書物
『武江〔ぶこう〕年表 続編』 斎藤幸成著
〔近代デジタルライブラリ（国会図書館） にて「武江年表」で検索〕
正編と続編が在り、江戸周辺の出来事を綴ってある。編者は徳川家斉将軍と同時代の江戸神田の斎藤幸成（さいとうゆきしげ、号：月岑（げっしん））で、他に『江戸名所図会』を完成させ、『東都歳時記』を著している。1881年（明治14年）に長男の喜之助と甫喜山景雄の手で増補改訂されたものが刊行された。
江戸時代の町人の視点から、招魂社での祭祀の後の、祭りについて書かれている。祭礼時には町屋も飾り付けられ、神楽・祝砲・花火・相撲・踊り・競馬などの催しがあり、練り物も出た。祭礼期間外でも境内は興行の場となり、市も開かれるなど、江戸町人商人から明治時代に入ったばかりの人々によって現代でいう遊園地のような様子となっている。所々に「貴賎群集」ったとも記述されている。
<一部引用>明治二年：
夏の頃より、九段坂上馬場の後へ招魂社創立あり。是は近年、諸国ならびに近在・東京上野、其外戦争のみぎり、報国尽忠のともがら、戦士の亡魂を慰給はんとの御沙汰として、此御造営ありけるよしなり。
『木戸日記』、『廣澤日記』
『木戸日記』は招魂社の発案者で社地内に住んでいた木戸孝允によって書かれ、『廣澤日記』は長州財閥の大物、参議広沢真臣によって書かれた。双方とも、招魂社の土地の遣り取り等、主に政治行政面での記述が見られる。
『靖国神社誌』山内岩雄編纂、1905年（明治38年）10月31日出版
〔近代デジタルライブラリ（国会図書館）での閲覧〕
佐賀の西南戦争から日露戦争に至るまでに合祀された十萬の同朋に対する国民の誠意をもった慰霊の心掛けを期待して神社のあらましを公にする、とされている。
内容は、神霊（合祀の内容と神霊数）、神宝（大和錦：赤地青地各一巻、御紋章付金灯籠：一対、宝剣：數振、宝鏡：數面）、祭式（宮司を中心とした祭式手順などの詳細）、正遷宮の式、御祭文（ごさいもん：元は「宣命〔せんみょう〕」と言われ、天皇によって使いが立てられた祭りの際に、勅使が霊前で読み上げる文章）、招魂祭詞、皇室と神社、神社の沿革、神社奉仕の宮人、境内の建物、境内の庭園、九段の櫻〔さくら〕、神社と軍人、神社区国民、神社の奉仕者の歌、編纂の趣旨、の構成となっている。
『靖國神社誌』 寺内正毅・斎藤実・宮司賀茂百樹の共著、1911年（明治44年）出版
〔近代デジタルライブラリ（国会図書館）での閲覧〕
1909年（明治42年）に靖国神社第三代宮司に着任した山口県出身の賀茂百樹が、官庁文書や関係者からの聞取りや日誌などから著作編集したが、明治12年以前の記録は特に乏しいとしている。
内容としては、勅使派遣等に関する記述、売却地、予算規模、に関する記述等、原資料や当時の他資料とは違う点も多く見られる。著者の主観による記述も散見される。市場に出回る書籍や研究などは、この『靖國神社誌』を元に書かれた書物も少なくない。
靖国神社創設のはじまりは、招魂社である。招魂祠、あるいは、招魂場など呼んでいたことも在る。招魂場とは、神霊を招く斎場の名で、招魂社・招魂祠とは、その招いた神霊を祭祀する祠社である。靖国神社には、本殿とは別に招魂斎庭が設けてあり、神霊を合祀する際には必ず、先ずその神霊を招魂場に招き奉り、その上で、神殿に遷〔うつ〕して鎮祭するのを通例としていた。
1879年（明治12年）6月4日に、別格官幣社として列せられ、それと共に、靖国神社と改称された。
『猫（吾輩は猫である）』 夏目漱石 著
1905年（明治38年）から2年間、雑誌『ホトトギス』に連載された夏目漱石の『吾輩は猫である』では、幼い女の子達の会話に、それぞれが「招魂社に嫁に行く」と話しているシーンがある。当時は既に「靖国神社」と改称されているはずであるが、古い名で馴染まれていた様子が窺（うかが）える。
『東京の三十年』田山花袋
1917年（大正6年）の出版である、田山花袋の『東京の三十年』には、「招魂社」で年に二回春秋に行われる見世物小屋や屋台などの様子が書かれている。
ポスター
1871年(明治4年)招魂社境内ニテ フランス大曲馬

### 靖国神社で造られた日本刀
1933年（昭和8年）7月荒木貞夫陸軍大臣は有事に際しての軍刀を整備するため財団法人日本刀鍛錬会を組織した。以後、大東亜戦争終結までの12年間に約8100口の日本刀が誕生した。ここで製作された日本刀を 九段刀（靖国刀） と呼び、従事した刀匠を靖国刀匠と呼ぶ。
主な靖国刀匠 靖廣 靖光 靖徳 靖延 靖繁 靖武 靖要 靖憲 靖吉 靖利 靖興など
戦後、靖国刀匠銘を授銘 大貫久（靖久） 大崎繁春（靖宗） 刈谷直治（靖国）など
- 1871年(明治4年)招魂社境内ニテ フランス大曲馬
- 刀身と外装
- 靖国刀中心 銘：靖廣

## 歴代宮司・権宮司

### 宮司

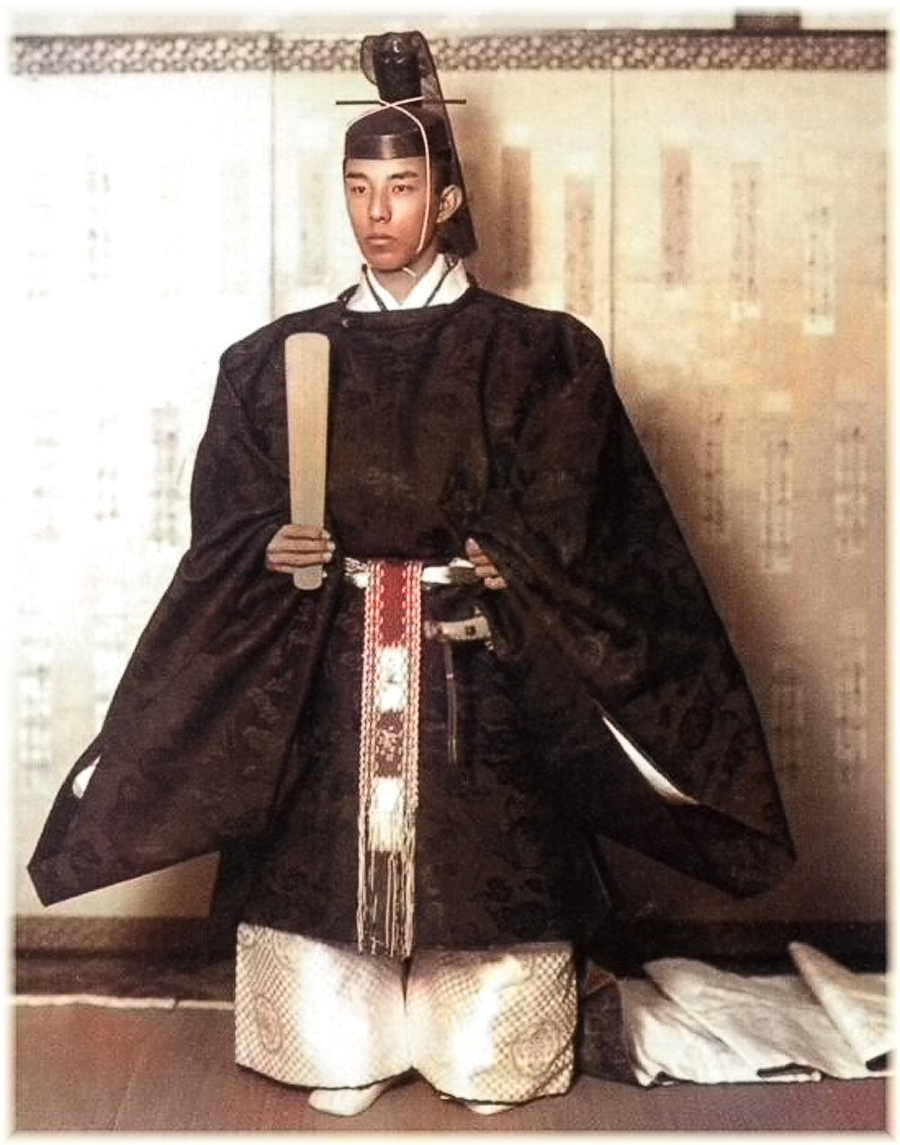
第5代宮司・筑波藤麿

| 代     | 氏名     | 在任期間                                                | 出自                                                 | 備考                              |
| ------ | -------- | ------------------------------------------------------- | ---------------------------------------------------- | --------------------------------- |
| 第01代 | 青山清   | 明治12年（1879年）06月16日 - 明治24年（1891年）02月06日 | 山口県萩市椿八幡宮司の子                             | 在職中に死去。                    |
| 第02代 | 賀茂水穂 | 明治24年（1891年）02月17日 - 明治42年（1909年）04月28日 | 賀茂真淵の子孫                                       |                                   |
| 第03代 | 賀茂百樹 | 明治42年（1909年）03月29日 - 昭和13年（1938年）04月21日 | 山口県熊毛郡白井田八幡宮司の子                       | 前任者水穂の養子。賀屋興宣の叔父  |
| 第04代 | 鈴木孝雄 | 昭和13年（1938年）04月21日 - 昭和21年（1946年）01月17日 | 鈴木貫太郎の長弟                                     |                                   |
| 第05代 | 筑波藤麿 | 昭和21年（1946年）01月25日 - 昭和53年（1978年）03月20日 | 旧名山階宮藤麿王、旧侯爵筑波家                       | 在職中に死去。                    |
| 第06代 | 松平永芳 | 昭和53年（1978年）07月01日 - 平成04年（1992年）03月31日 | 旧子爵松平家                                         | 在職中、所謂A級戦犯の合祀を実行。 |
| 第07代 | 大野俊康 | 平成04年（1992年）04月01日 - 平成09年（1997年）05月20日 |                                                      |                                   |
| 第08代 | 湯澤貞   | 平成09年（1997年）05月21日 - 平成16年（2004年）09月10日 | 栃木県出身。國學院大學卒業後明治神宮奉職             | 権宮司から昇進。                  |
| 第09代 | 南部利昭 | 平成16年（2004年）09月11日 - 平成21年（2009年）01月07日 | 旧伯爵南部家                                         | 在職中に死去。                    |
| 第10代 | 京極高晴 | 平成21年（2009年）06月15日 - 平成25年（2013年）01月18日 | 旧子爵京極家。妻は第一生命保険の社長柳沢保恵の曽孫。 |                                   |
| 第11代 | 徳川康久 | 平成25年（2013年）01月19日 - 平成30年（2018年）02月28日 | 旧男爵徳川家。徳川慶喜の曾孫                         | 定年前に自主退任                  |
| 第12代 | 小堀邦夫 | 平成30年（2018年）03月01日 - 平成30年（2018年）10月31日 | 元伊勢神宮禰宜                                       | 在職中の発言により定年前に退任。  |
| 第13代 | 山口建史 | 平成30年（2018年）11月01日 - 令和06年（2024年）03月31日 | 斎藤弥平太の孫                                       | 元権宮司                          |
| 第14代 | 大塚海夫 | 令和06年（2024年）04月01日 -                            | 初の防衛大学校・自衛隊出身者                         |                                   |

### 権宮司
- 高原正作：昭和13年（1938年）4月16日 - 昭和20年（1945年）10月3日
- 横井時常：昭和20年（1945年）11月16日 - 昭和23年（1948年）6月30日
- 竹内秀太郎：昭和23年（1948年）4月26日（臨時代行）
- 池田良八：昭和23年（1948年）8月31日 - 昭和54年（1979年）2月9日
- 藤田勝重：昭和54年（1979年）2月9日 - 昭和57年（1982年）7月16日
- 鈴木忠正：昭和56年（1981年）7月16日 - 昭和59年（1984年）11月1日
- 神野藤重申：昭和59年（1984年）11月1日 - 平成元年（1989年）11月17日
- 木山照道：昭和60年（1985年）8月1日 - 平成2年（1990年）11月5日
- 湯澤貞：平成2年（1990年）11月1日 - 平成9年（1997年）5月20日（宮司へ昇進）
- 三井勝生：平成9年（1997年）5月21日 - 平成21年（2009年）9月8日
- 花田忠正：平成12年（2000年）1月19日 - 平成15年（2003年）10月31日
- 山口建史：平成16年（2004年）6月1日 - 平成27年（2015年）6月30日（のち宮司に就任）
- 小方孝次：平成21年（2009年）11月1日 - 平成29年（2017年）6月23日
- 坂明夫：平成27年（2015年）9月21日 - 令和2年（2020年）1月30日（在職中に死去）
- 村田信昌：平成29年（2017年）11月1日 -

## 年表
<>内は関連事項。

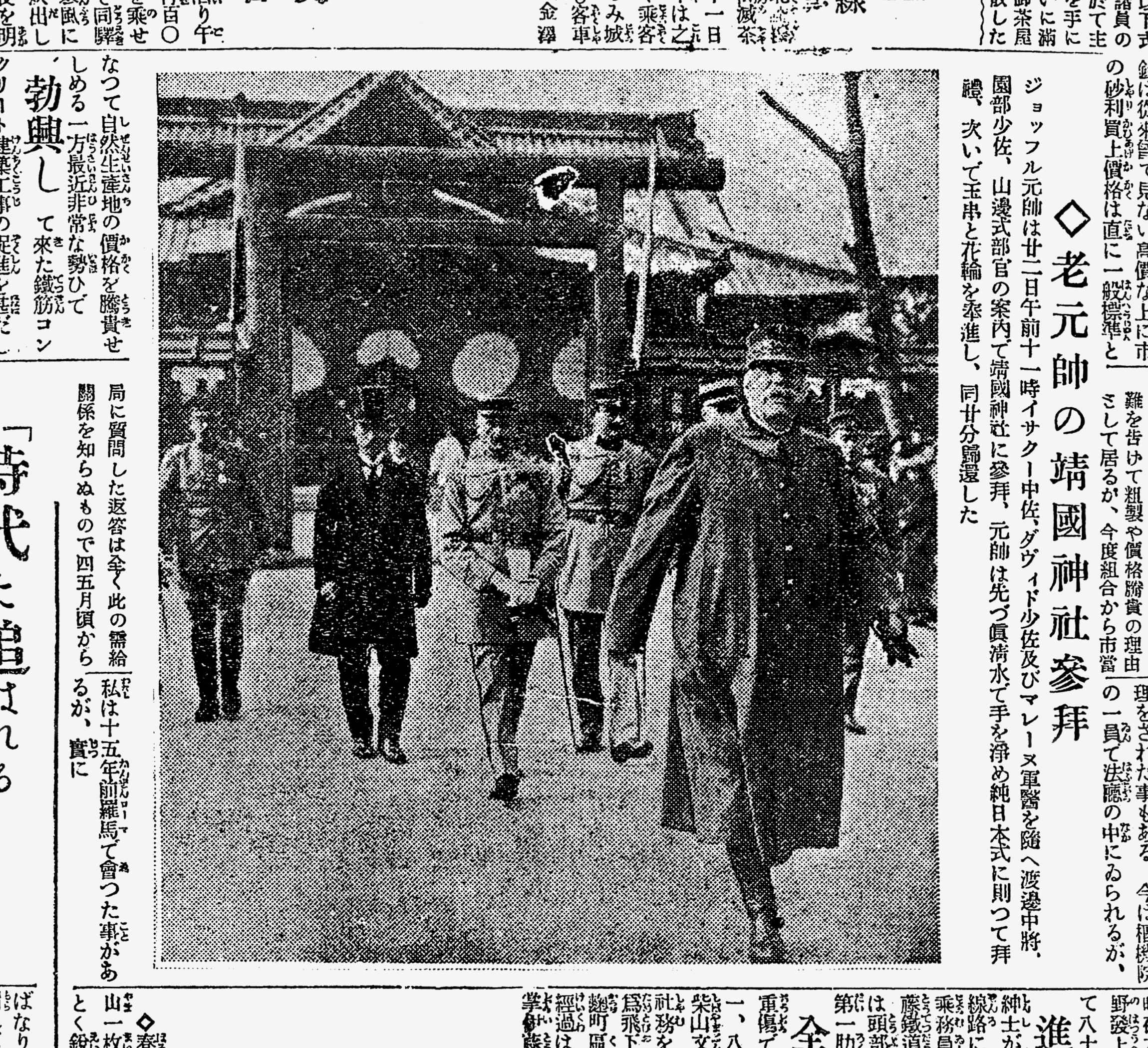
フランス陸軍元帥ジョゼフ・ジョッフルによる参拝（1922年1月22日）

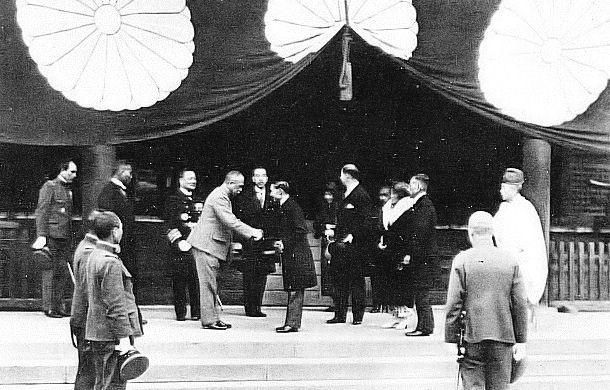
タイ国王ラーマ7世による参拝（1931年5月）

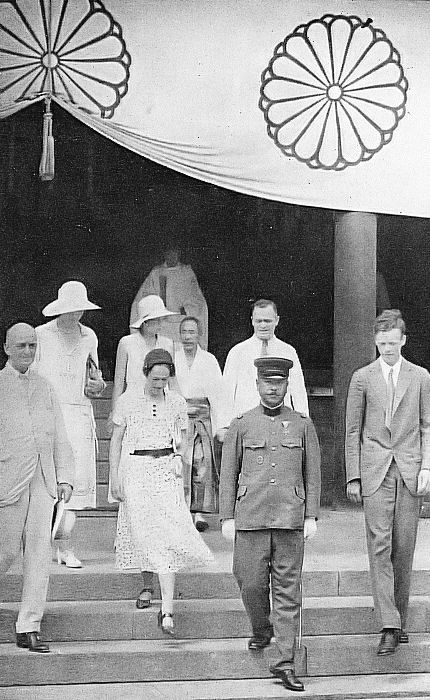
チャールズ・リンドバーグ夫妻による参拝（1931年10月）

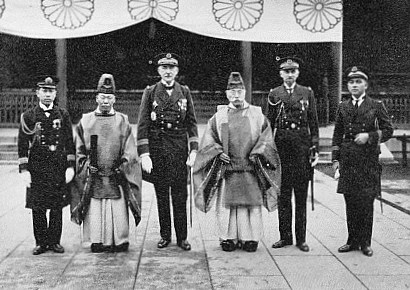
フランス海軍による参拝（1933年5月）

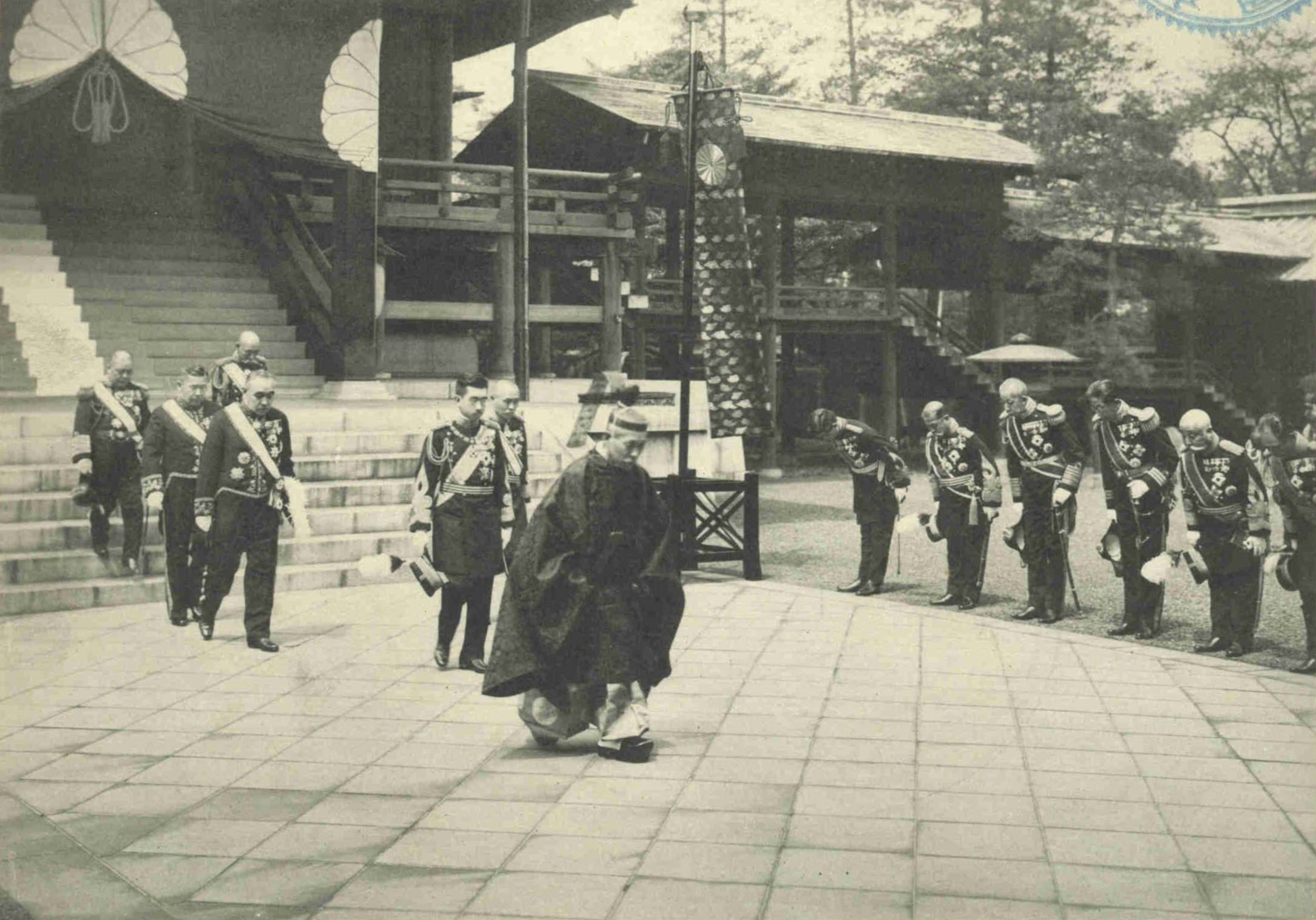
昭和天皇の親拝（1934年）

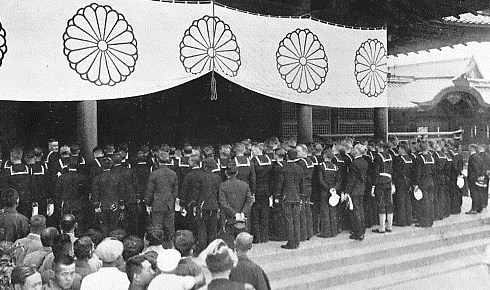
アメリカ海軍将兵による参拝（1933年7月）

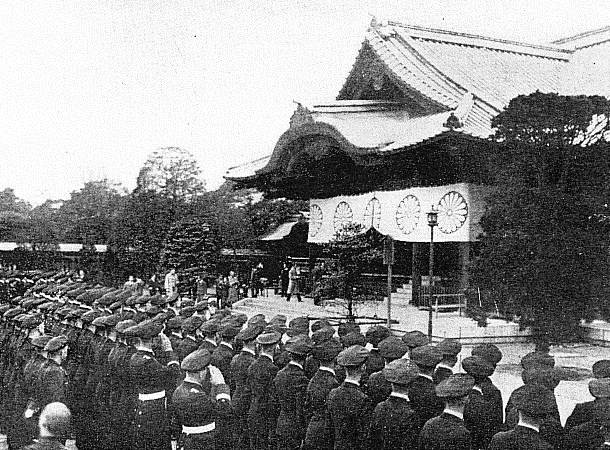
ドイツ海軍将兵による参拝（1937年3月）

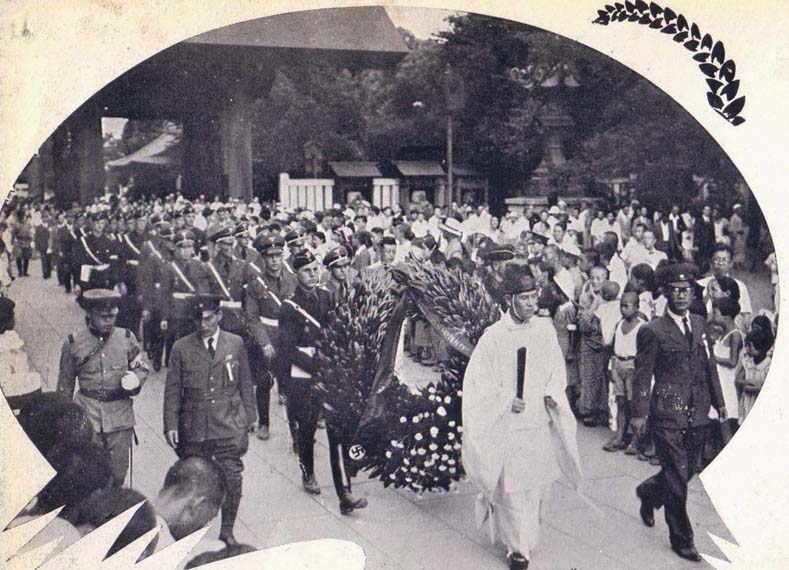
ヒトラー・ユーゲントによる参拝（1938年10月）

- 文久2年（1862年）旧暦12月：<京都東山の神道葬祭場霊明社（現、霊山）で殉難志士の神葬祭（招魂祭）が初めて有志によって行なわれる。祭神は菊理媛神など3神。>
- 慶応4年（1868年）
  - 旧暦1月：<戊辰戦争。1869年（明治2年）旧暦5月まで>
  - 旧暦4月20日（5月12日）：東海道先鋒総督府達で、死傷者の一覧作成を命じる
  - 旧暦4月28日（5月20日）：東海道先鋒総督府達で、招魂祭を行うことを示す
  - 旧暦5月10日（6月29日）：<太政官布告で、京都東山に戦死者を祭ること（のちの霊山護国神社）を示す>
  - 旧暦5月28日（7月17日）：<行政官達で、戦死者の一覧を神祇官に提出することを命じる>
  - 旧暦6月2日（7月21日）：招魂祭。江戸城西丸大広間にて。
  - 旧暦7月8日（8月25日）：<神祇官達で、招魂祭を行うことを示す>
  - 旧暦7月10日、11日（8月27日、28日）：<招魂祭。京都の河東操錬場>
- 明治2年（1869年）
  - 旧暦6月12日（7月20日）：軍務官達で、東京招魂社を建てることを示す。
  - 旧暦6月29日（8月6日）：東京招魂社、創建。明治天皇は1万石の社領を「永代祭粢料」として与う。
  - 旧暦6月：第1回合祀祭。（新規合祀：3,588柱）
- 明治3年（1870年）招魂社競馬場として日本人による国内初の洋式競馬場で参道の外側に1周約900メートルで開場。
- 明治5年旧暦5月10日（1872年6月15日）：本殿、造営。
- 1874年（明治7年）2月：<台湾出兵>
  - 明治天皇の親拝。以後、天皇の親拝は3代にわたって1975年（昭和50年）まで断続的に行われる。
  - 8月：第2回合祀祭（新規合祀：192柱）
  - 11月：第3回合祀祭（新規合祀：16柱）
- 1875年（明治8年）2月22日：臨時祭
  - 2月：第4回合祀祭（新規合祀：12柱）
  - 7月：第5回合祀祭（新規合祀：1柱）
- 1876年（明治9年）1月：第6回合祀祭（新規合祀：1柱）
- 1877年（明治10年）1月：第7回合祀祭（新規合祀：131柱）
  - 2月：<西南戦争>
  - 11月14日：臨時祭
  - 11月：第8回合祀祭（新規合祀：6,505柱）
- 1878年（明治11年）7月：第9回合祀祭（新規合祀：160柱）
  - 11月：第10回合祀祭（新規合祀：4柱）
- 1879年（明治12年）6月4日：別格官幣社に列格。靖国神社に改称（太政官達）。
  - 6月：第11回合祀祭（新規合祀：266柱）
- 1882年（明治15年）2月：遊就館（世界最古の軍事博物館）、開館。
  - 11月：第12回合祀祭（新規合祀：12柱）
- 1883年（明治16年）5月：第13回合祀祭（新規合祀：80柱）
- 1884年（明治17年）11月：第14回合祀祭（新規合祀：47柱）
- 1885年（明治18年）5月：第15回合祀祭（新規合祀：6柱）
- 1888年（明治21年）5月：第16回合祀祭（新規合祀：607柱）
  - 11月：第17回合祀祭（新規合祀：18柱）
- 1889年（明治22年）5月：第18回合祀祭（新規合祀：1,460柱）
  - 11月：第19回合祀祭（新規合祀：61柱）
- 1891年（明治24年）11月：第20回合祀祭（新規合祀：1,272柱）
- 1893年（明治26年）11月：第21回合祀祭（新規合祀：80柱）
- 1894年（明治27年）8月：<日清戦争。翌年4月まで>
- 1895年（明治28年）11月17日：臨時大祭
  - 11月：第22回合祀祭（新規合祀：1,496柱）
- 1896年（明治29年）5月6日：臨時大祭
  - 5月：第23回合祀祭（新規合祀：143柱）
  - 11月：第24回合祀祭（新規合祀：97柱）
- 1898年（明治31年）11月5日：臨時大祭
  - 11月：第25回合祀祭（新規合祀：11,383柱）
  - ：競馬場廃止。
- 1899年（明治32年）5月：第26回合祀祭（新規合祀：340柱）
  - 11月：第27回合祀祭（新規合祀：83柱）
- 1990年（明治33年）5月：第28回合祀祭（新規合祀：35柱）
  - 5月：<北清事変。9月まで>
- 1901年（明治34年）10月31日：臨時大祭
  - 10月：拝殿、造営。
  - 11月：第29回合祀祭（新規合祀：1,282柱）
- 1904年（明治37年）2月：<日露戦争。翌年9月まで>
  - 5月：第30回合祀祭（新規合祀：89柱）
- 1905年（明治38年）5月3日：臨時大祭
  - 5月：第31回合祀祭（新規合祀：30,883柱）
- 1906年（明治39年）5月2日 : 臨時大祭
  - 5月：第32回合祀祭（新規合祀：29,960柱）
- 1907年（明治40年）5月3日：臨時大祭
  - 5月：第33回合祀祭（新規合祀：24,657柱）
- 1908年（明治41年）5月5日：臨時大祭
  - 5月：第34回合祀祭（新規合祀：1,943柱）
- 1909年（明治42年）5月5日：臨時大祭
  - 5月：第35回合祀祭（新規合祀：817柱）
- 1910年（明治43年）5月5日：臨時大祭
  - 5月：第36回合祀祭（新規合祀：141柱）
- 1911年（明治44年）5月5日：臨時大祭
  - 5月：第37回合祀祭（新規合祀：631柱、計：118,499柱）
- 1914年（大正3年）7月：<第一次世界大戦。1918年（大正7年）11月まで>
- 1919年（大正8年）5月：鎮座五十年記念祭
- 1920年（大正9年）3月：<尼港事件>
- 1923年（大正12年）9月：<関東大震災>
- 1928年（昭和3年）5月：<済南事件>
- 1931年（昭和6年）3月：福羽家の招魂祠を元宮として境内に移動。
- 1932年（昭和7年）: 上智大生靖国神社参拝拒否事件
- 1936年（昭和11年）: ローマ教皇庁福音宣教省が訓令「祖国に対する信者のつとめ (Pluries Instanterque)」を発し、愛国心の表明としての靖国神社参拝を容認[61]。
- 1938年（昭和13年）4月：新招魂斎庭、造営。
- 1937年（昭和12年）7月：<日中戦争（支那事変）>
- 1940年（昭和15年）：「靖国神社の歌」制作。
- 1941年（昭和16年）12月8日：<太平洋戦争（大東亜戦争）。1945（昭和20年）まで>
- 1945年（昭和20年）8月15日：<玉音放送により降伏勧告受諾公表。日本軍無条件降伏>
  - 10月：ブルーノ・ビッター神父とメリノール宣教会のパトリック・バーン神父が戦死者に敬意を払うのは国民の権利であり義務であるとGHQに進言[66]。
  - 11月19日：臨時大招魂祭
  - 12月：神道指令
- 1946年（昭和21年）5月1日：第67回合祀祭（新規合祀：26,969柱）
  - 9月：宗教法人に登記。
- 1947年（昭和22年）：合祀祭（新規合祀：59,337柱）
  - 7月13日：初のみたま祭。
- 1951年（昭和26年）4月3日：<宗教法人法施行>
  - 9月12日：GHQの指令「宗教団体使用中の国有地処分に関する件」。靖国神社の存続が他の宗教組織と同様の条件のもとで最終的に認められる[67][70][71]。
  - 10月18日：戦後初の例大祭。
  - ローマ教皇庁、訓令「祖国に対する信者のつとめ」を再確認[61]。
- 1952年（昭和27年）4月28日：<サンフランシスコ講和条約発効>
- 1953年（昭和28年）11月16日：靖国神社奉賛会、設立。
- 1955年（昭和30年）8月14日：終戦時自決者540柱の慰霊祭
  - 10月17日：臨時大祭。
- 1956年（昭和31年）：合祀祭（新規合祀：112,609柱）
- 1957年（昭和32年）：合祀祭（新規合祀：470,010柱）
- 1958年（昭和33年）：合祀祭（新規合祀：217,536柱）
- 1959年（昭和34年）4月8日：臨時大祭。
  - 4月：合祀祭（新規合祀：346柱）※BC級軍事裁判刑死者
  - 10月4日：合祀祭（北白川宮能久親王・同永久王）
  - 10月：合祀祭（新規合祀：479柱）※BC級軍事裁判刑死者
  - 11月5日：創立90周年記念大祭
- 1960年（昭和35年）8月15日：アジア・太平洋戦争殉国者顕彰慰霊祭
- 1964年（昭和39年）8月15日：政府主催の全国戦没者追悼式が行われる（翌年より、日本武道館で開催）。
- 1965年（昭和40年）7月：鎮霊社を境内に建立
  - 10月19日：臨時大祭。
- 1969年（昭和44年）10月19日：創立100周年記念大祭。<記念出版で、大東亜戦争戦没者の『遺稿集』を、昭和48年に刊行>。
- 1972年（昭和47年）3月13日：霊璽簿奉安殿、造営。
- 1975年（昭和50年）8月15日：三木武夫内閣総理大臣が参拝（終戦記念日に参拝した初めての首相）。参拝後記者団に「内閣総理大臣としてではなく、三木個人としての参拝である」と発言したことにより、今日まで公人の靖国神社参拝が問題視されるようになった。
  - 11月21日：昭和天皇親拝。この時を最後に現在に至るまで靖国神社への行幸は行われていない。
  - 同年、真言宗醍醐派品川寺僧侶仲田順和が教皇パウロ6世にA級戦犯・BC級戦犯として処刑されたものへのミサを行うことを依頼、教皇はミサを約束する[61]。
- 1976年（昭和51年）6月22日：「英霊にこたえる会」結成。
- 1978年（昭和53年）10月17日：合祀祭（新規合祀：13柱）※極東国際軍事裁判刑死者および関連死亡者。この年より靖国神社は「昭和殉難者」との呼称を用いる。
- 1980年（昭和55年）
  - 5月21日、教皇ヨハネ・パウロ2世がパウロ6世の遺志を引き継ぎA級戦犯・BC級戦犯として処刑された人々へのミサをサン・ピエトロ大聖堂で行い、1618柱の位牌が納められた五重塔はヨハネ・パウロ2世に奉呈された[61]。
- 1985年（昭和60年）8月15日：中曽根康弘内閣総理大臣が、靖国神社に公式参拝と称して参拝。この時に初めて「首相の靖国神社参拝」に中華人民共和国から抗議を受ける。
  - 9月：日露戦役80年慰霊顕彰祭
- 1989年（平成元年）1月：創立120年記念大祭
- 1998年（平成10年）12月：靖国神社奉賛会、解散。靖国神社崇敬奉賛会に再組織。
- 2001年（平成13年）7月18日：同日付の朝日新聞が「大韓民国政府が、靖国神社に合祀されている朝鮮人の位牌の返還を求めている。」と報じた。※しかし、靖国神社にあるのは「霊璽簿」（旧称「祭神簿」。英霊の籠もるもの）であり、「位牌」は存在しない。
- 2002年（平成14年）7月13日：現在の「遊就館」、落成。
- 2004年（平成16年）9月：新参集殿、落成。
- 2005年（平成17年）1月5日：前年9月より公式サイトが攻撃を受けていると神社が発表した。この攻撃は中華人民共和国のドメインから行われたもので、内閣総理大臣の靖国神社参拝等に反発した中華人民共和国人のネット利用者による行為と考えられている。
  - 6月4日：「北関大捷碑（ほっかんたいしょうひ）」を政府が韓国へ返還する方向で検討に入った、というニュースが報道される。
  - 6月14日：靖国神社に合祀されている中華民国人の遺族ら約50人が、魂を取り戻すための伝統儀式を行うため訪問。神社側は拒否しなかったが、儀式に反対する政治団体の街宣車による抗議行動などのため、遺族らは警察の要請を受け中止した。
- 2006年（平成18年）8月15日：小泉純一郎内閣総理大臣が参拝。中曽根康弘内閣総理大臣以来21年ぶりの「8月15日参拝」となる。以後8月15日に限らず「首相の靖国神社参拝」が途絶える。これは、中国との外交上の事件を引き起こした。
  - 10月12日：元宮と鎮霊社の一般参拝を再開（午前9時から午後4時まで）。
- 2007年（平成19年）6月7日：李登輝中華民国前総統が日本兵として戦死した兄（日本名で合祀されている）や、台湾人日本兵戦死者（3万人余りの戦死者のうち26,000人が奉られている）の奉慰のために参拝。
  - 7月13日：国会議員が奉納した「みたままつり」の提灯のうち、参議院選挙比例代表の立候補者のものについて、「選挙区が全国であり、公職選挙法に抵触するおそれがある」として撤去することとなった[134]。

- 2008年（平成20年）12月24日：公式サイトが、何者かにクラッキングを受ける。神社側は、一時的に公式ウェブサイトを閉鎖。
- 2009年（平成21年）8月11日：中華民国の高金素梅・立法委員（国会議員）ら約50人が拝殿前で靖国神社反対活動を行い、制止した神社職員ともみ合いになり、職員数人を怪我をさせ警察官が出動する騒ぎがあった。
- 2010年（平成22年）8月15日：長年続いてきた「国務大臣の靖国神社参拝」が、2012年（平成24年）迄途絶える。
- 2011年（平成23年）12月26日：午前4時5分頃、神門の木製の扉に放火され、監視カメラに犯人らしき男が映っており、警視庁麹町警察署は、非現住建造物等放火容疑で捜査している。また、Twitter上に犯行予告らしきものが見つかっている。
- 2012年（平成24年）
  - 5月14日：ラビア・カーディル世界ウイグル会議主席が参拝する[135]。
  - 8月15日：羽田雄一郎国土交通大臣・松原仁国家公安委員長（特命担当大臣）が、民主党政権となってから、初めて「国務大臣の靖国神社参拝」が復活する。
- 2013年（平成25年）
  - 4月：春の例大祭において麻生太郎財務大臣・古屋圭司国家公安委員長・新藤義孝総務大臣・稲田朋美内閣府特命担当大臣（規制改革担当）が参拝した。
  - 8月15日：古屋・新藤・稲田の三閣僚が靖国を参拝した。
  - 12月26日：安倍晋三内閣総理大臣が7年ぶりに内閣総理大臣として靖国神社を参拝した[136]。
- 2014年（平成26年）
  - 12月31日午後5時頃、鎮霊社付近で放火事件。鎮霊社の外壁が焼ける。
- 2015年（平成27年）
  - 11月23日：南門近くの男子トイレで爆発があったという通報があり、現場から発火装置などの部品が見つかった。
- 2021年（令和3年）
  - 10月17日：菅義偉前内閣総理大臣が、2012年の官房長官就任以来、総理在任中を含め約9年ぶりに参拝した[137]。

## 交通
- 最寄り駅：東京メトロ東西線・半蔵門線、都営新宿線 - 九段下駅「1番出口」より徒歩2分。第一鳥居から入る。
- 南門から入る場合：JR中央線（各駅停車）、東京メトロ有楽町線・南北線、都営新宿線 ‐ 市ヶ谷駅より徒歩10分。